# Список глав Гаити
В списке представлены главы государства Гаити со времени Гаитянской революции, когда Туссен-Лувертюр создал автономное правительство под влиянием идей Великой французской революции. В последующем в Гаити несколько раз провозглашались монархия либо республика, а границы страны радикально менялись, что прослежено в специальном обзоре (). Согласно действующей конституции, принятой в 1987 году, государство является президентской республикой. Президент Республики Гаити (фр. Président de la République d'Haïti, гаит. креол. Prezidan peyi Repiblik Ayiti) избирается всеобщим голосованием на пятилетний срок (при необходимости проводится второй тур с участием двух кандидатов с лучшими результатами, полученными в первом туре; второй тур не проводится, если в первом один из кандидатов набрал более половины поданных голосов, либо если отставание следующего кандидата превышает 25 %), без права немедленного переизбрания. Конституция назвала гаитянский креольский и французский официальными языками, но признала первый единственным общим языком гаитян.
В списке представлен список руководителей гаитянского государства, включая правивших монархов и лиц, временно исполнявших обязанности главы государства. В случае, когда персона получила повторные полномочия последовательно за первоначальными, раздельно отражается каждый такой период (например, последовательные сроки полномочий президента Франсуа Дювалье в 1957—1971 годы). Также отражён различный характер полномочий (например, единый срок нахождения во главе государства Жан-Жака Дессалина в 1803—1806 годах разделён на периоды, когда он был генерал-губернатором и императором).
В столбце «Выборы» отражены состоявшиеся выборные процедуры или иные основания получения полномочий. Использованная в первых столбцах таблиц нумерация является условной, также условным является использование в первых столбцах этих таблиц цветовой заливки, служащей для упрощения восприятия принадлежности лиц к различным политическим силам без необходимости обращения к столбцу, отражающему партийную принадлежность. Наряду с партийной принадлежностью, в столбце «Партия» также отражён внепартийный (независимый) статус персоналий или их принадлежность к армии, если вооружённые силы играли самостоятельную политическую роль. Исключая периоды прямого участия вооружённых сил в управлении страной, воинские звания персон не указаны (а сами персоны, не принадлежавшие к политической партии, указаны как независимые), при этом за рядом исключений они являлись высшими офицерами в звании дивизионного генерала, генерал-лейтенанта, генерал-адъютанта. По-возможности, указаны гаитянские дворянские титулы.
Для удобства список разделён на принятые в гаитянской историографии периоды истории страны. Приведённые в преамбулах к каждому из разделов описания этих периодов призваны пояснить особенности политической жизни страны.

## Обзор периода установления государственных границ (1664—1844)

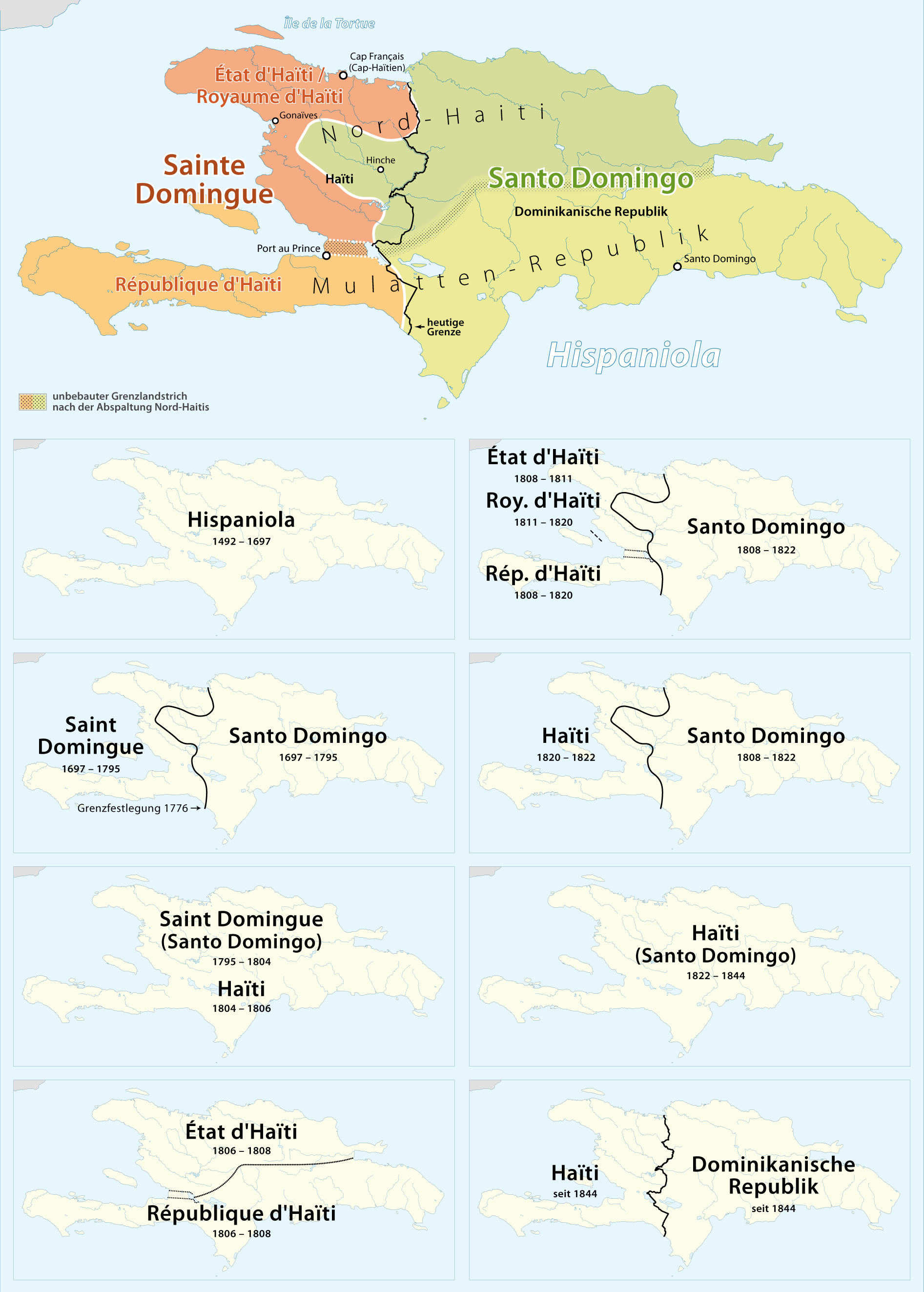
Колонии и государства на Гаити (XV—XIX века)

Франкоязычное государство на острове Гаити (гаит. креол. Ayiti, фр. Haïti, исп. La Española) появилось вследствие образования в 1664 году в западной части занимавшей остров административной единицы в составе Испанской империи, генерал-капитанства Санто-Доминго, колонии Французской Вест-Индской компании, получившей название Сан-Доминго, чему предшествовало активное освоение побережья французскими буканьерами. В 1697 году по Рисвикскому договору Испания согласилась уступить Франции западную треть острова. Под влиянием Великой французской революции 14 августа 1791 года на Гаити началось восстание чернокожих рабов, после включения в борьбу ущемлённых в правах свободных жителей приобретшее характер революции. В 1793 году в Сан-Доминго высадился британский десант, остров стал одним из театров военных действий между Францией, Великобританией и Испанией. После принятия 4 февраля 1794 года французским Национальным конвентом закона об отмене рабства в колониях выдвинувшийся на роль лидера революции Туссен-Лувертюр вместе с повстанческой армией занял сторону республиканской Франции. В 1795 году Испания по Базельскому миру уступила ей и восточную часть острова, 1 апреля 1797 года комиссар Директории Леже-Фелисите Сонтонакс назначил Туссена гражданским генерал-губернатором, а 3 мая 1797 года — главнокомандующим вооружёнными силами в Сан-Доминго, присвоив звание дивизионного генерала и поручив установить контроль над островом, что ему удалось к началу 1801 года. Выдворив 24 августа 1797 года Сонтонакса в метрополию, Туссен стал фактическим правителем острова. Созванное им Учредительное собрание 14 мессидора IX года (3 июля 1801 года) приняла конституцию, по которому остров был провозглашён автономным владением Франции, а Туссен стал пожизненным генерал-губернатором с неограниченной властью. Принятие конституции стало casus belli для отправки первым консулом Наполеоном Бонапартом экспедиционного корпуса под командованием дивизионного генерала Шарля Леклерка; после его высадки на острове 14 декабря 1801 года Туссен организовал сопротивление, 5 мая 1802 года был взят в плен и интернирован во Францию.
Вспыхнувшая в июне 1802 года эпидемия жёлтой лихорадки, мало затронув островитян, охватила экспедиционные силы (скончался и Леклерк), которые после утраты Наполеоном интереса к делам колоний были лишены и поддержки метрополии. Вскоре сопротивление интервентам возобновили генералы Туссена Жан-Жак Дессалин и Анри Кристоф, а также примкнувший к ним Александр Петион, прибывший на остров с французами. 19 ноября 1803 года, после проигранной накануне сражения при Вертьере, от имени нового командующего корпусом дивизионного генерала виконта Рошамбо была подписана капитуляция; 4 декабря 1803 года последние французские солдаты покинули западную часть острова (в восточной части они присутствовали ещё несколько лет). Объявивший себя 30 ноября 1803 года генерал-губернатором Сан-Доминго Дессалин провозгласил 1 января 1804 года независимость государства, названного Гаити (на языке таино «страна гор»), присвоив себе пожизненные полномочия, а 22 сентября 1804 года генералами революционной армии был провозглашён императором Гаити, приняв при коронации имя Жак I. 20 мая 1805 года он провозгласил конституцию, став пожизненным императором с правом назвать своего преемника. В результате заговора, в центре которого находились Кристоф и Петион, император был убит 17 октября 1806 года (точные обстоятельства неизвестны), что создало вакуум власти и привело к гражданской войне и временному разделу Гаити.
Участники заговора выдвинули Анри Кристофа в качестве временного главы правительства. Он обеспечил созыв Конституционной ассамблеи (фр. Assemblée constituante), принявшей 28 декабря 1806 года республиканскую конституцию, но отказался занять предложенный ему пост президента республики, поскольку основные полномочия по конституции были сосредоточены у главы парламента. Он попытался силой овладеть столичным Порт-о-Пренсом, а не сумев этого, отступил к северу, где основал собственное государство со столицей в Кап-Франсе (ныне Кап-Аитьен). На севере 17 февраля 1807 года он утвердил свой вариант конституции, по которой становился пожизненным президентом и генералиссимусом Государства Гаити (фр. État d'Haïti, гаит. креол. Leta an Ayiti).
На юге на вакантный (ввиду отказа Кристофа его занять) пост президента Республики Гаити (фр. République d'Haïti, гаит. креол. Eta Ayiti) 9 марта 1807 года на четырёхлетний срок был избран Александр Петион (в последующем дважды переизбиравшийся и де-факто установивший диктатуру). В 1815 году он принял изгнанного с континента Симона Боливара и помог ему возобновить освободительную борьбу против испанской монархии.
В восточной части острова, воспользовавшись смутой, испано-креольское население создало армию под командованием Хуана Санчеса Рамиреса и 7 ноября 1808 года разбило в битве при Пало-Инкадо оставшиеся силы наполеоновского экспедиционного корпуса. Капитуляция французских войск на востоке произошла 9 июля 1809 года в городе Санто-Доминго-де-Гусман, в 1844 году ставшем столицей Доминиканской Республики. Пока же эти события привели к номинальному восстановлению испанского владения западной частью острова.
На севере 28 марта 1811 года созванный Кристофом Государственный совет провозгласил создание Королевства Гаити (фр. Royaume d'Haïti, гаит. креол. Wayòm Ayiti) и утвердил конституцию королевства. Взойдя на трон под именем Анри I, Кристоф своим эдиктом учредил систему дворянских титулов. В августе 1820 года король перенёс парализовавший его инсульт. 2 октября 1820 года в одном из военных гарнизонов начался мятеж; когда 2 октября 1820 года повстанцы подошли к дворцу, Кристоф приказал слугам одеть себя в военную форму и застрелился серебряной пулей, его сын и наследный принц Жак-Виктор был убит десятью днями позже.
На юге 2 июня 1816 года по инициативе Петиона была принята обновлённая конституция, узаконившая сильную президентскую власть; президент получил право определить преемника, которым был назван Жан-Пьер Буайе. После смерти Петиона от жёлтой лихорадки Буайе путём аккламации в парламенте 1 апреля 1818 года занял пост пожизненного президента. Вскоре он значительно расширил территорию республики: сначала, воспользовавшись мятежом в северном королевстве и не встретив сопротивления, он занял его территорию и 26 октября 1820 года присоединил её к республике, а затем оккупировал и 9 февраля 1822 года аннексировал провозглашённое в западной части острова 30 ноября 1821 года Независимое Государство Испанское Гаити (исп. Estado Independiente de Haití Español), основателем и президентом которого был Хосе Нуньес де Касерес-и-Альбор.
1 сентября 1842 года Шарль Эрар распространил манифест, призвав к борьбе против диктатуры Буайе. Вспыхнувшее восстание вынудило Буайе 14 марта 1843 года подать в отставку. Последовавшая правительственная чехарда и вооружённое выступление, инициированное на востоке существовавшим с 1838 года тайным обществом Тринитария (исп. La Trinitaria, названо по числу его основателей: Хуана Пабло Дуарте, Рамона Матиаса Мельи и Франсиско дель Росарио Санчес), позволили 27 февраля 1844 года провозгласить независимость от Гаити Доминиканской Республики. Попытки гаитян подавить это движение успеха не принесли и сецессия испаноязычного востока острова стала окончательной.

## Правление Туссена-Лувертюра (1797—1802)
После того, как лидер начавшейся во французской колонии Сан-Доминго революции Туссен-Лувертюр вместе с повстанческой армией занял сторону республиканской Франции против британских и испанских сил, он был назначен сначала гражданским генерал-губернатором, а позже и главнокомандующим вооружёнными силами колонии. Выдворив 24 августа 1797 года в метрополию комиссара Директории, он стал фактическим правителем острова. 14 мессидора IX года (3 июля 1801 года) созванное им Учредительное собрание приняло конституцию, по которому остров был провозглашён автономным владением Франции, а Туссен стал пожизненным генерал-губернатором с неограниченной властью. Он был пленён силами французской военной экспедиции 5 мая 1802 года и интернирован в метрополию.
|           | Портрет     | Имя (годы жизни) | Полномочия    | Полномочия | Выборы                                                                                    | Должность                                                               | Пр.                 |
| Начало    | Портрет     | Имя (годы жизни) | Окончание     | | Выборы                                                                                    | Должность                                                               | Пр.                 |
| --------- | ----------- | --- | ------------- | --- | ----------------------------------------------------------------------------------------- | ----------------------------------------------------------------------- | ------------------- |
| 1 (I—III) |             | дивизионный генерал Франсуа Доминик Туссен де Бреда (Лувертюр) (1743—1803) фр. François-Dominique Toussaint de Bréda (L'Ouverture) | 1 апреля 1797 | 3 мая 1797 | [ комм. 12 ]                                                                              | генерал-губернатор Сан-Доминго фр. gouverneur général de Saint-Domingue | [ 6 ] [ 37 ] [ 38 ] |
| 1 (I—III) | 3 мая 1797  | дивизионный генерал Франсуа Доминик Туссен де Бреда (Лувертюр) (1743—1803) фр. François-Dominique Toussaint de Bréda (L'Ouverture) | 7 июля 1801   | главнокомандующий армии и генерал-губернатор Сан-Доминго фр. général en chef de l'armée et gouverneur général de Saint-Domingue | [ комм. 12 ]                                                                              |                                                                         | [ 6 ] [ 37 ] [ 38 ] |
| 1 (I—III) | 7 июля 1801 | дивизионный генерал Франсуа Доминик Туссен де Бреда (Лувертюр) (1743—1803) фр. François-Dominique Toussaint de Bréda (L'Ouverture) | 5 мая 1802    | [ комм. 14 ] | пожизненный генерал-губернатор Сан-Доминго фр. gouverneur général à vie de Saint-Domingue |                                                                         | [ 6 ] [ 37 ] [ 38 ] |

## Правление Жан-Жака Дессалина (1803—1806)

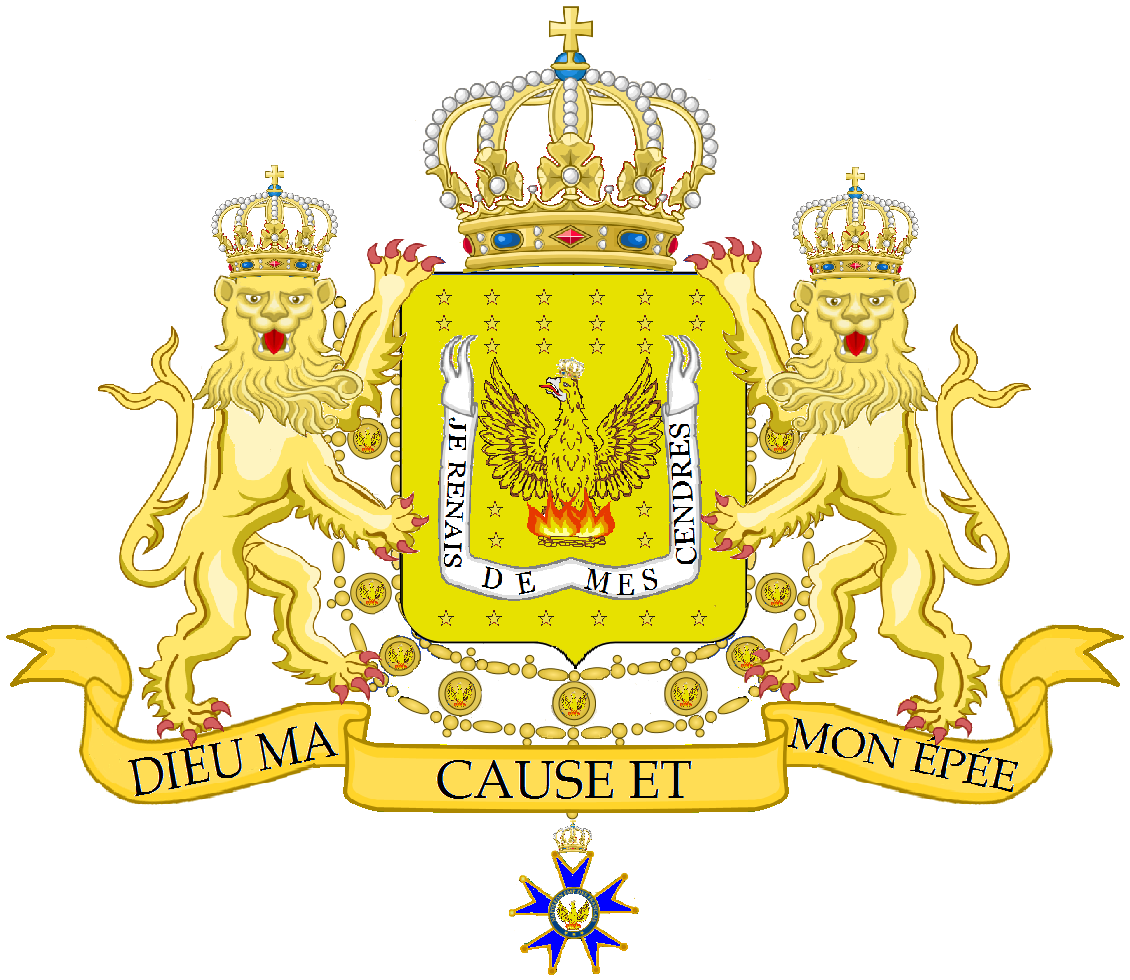
Герб империи Жака I

После победы над французским экспедиционным корпусом объявивший себя 30 ноября 1803 года генерал-губернатором Сан-Доминго Жан-Жак Дессалин провозгласил 1 января 1804 года независимость государства, названного Гаити (на языке таино «страна гор»), присвоив себе пожизненные полномочия, а 22 сентября 1804 года генералами революционной армии был провозглашён императором Гаити и коронован в городе Кап-Аитьен 8 октября 1804 года под именем Жак I с титулом Его величество Жак I, император.
Созданная Империя Гаити (фр. Empire d'Haïti, гаит. креол. Anpi an Ayiti) была объявлена страной «только для чёрных», по приказу Дессалина с февраля по апрель 1804 года было истреблено несколько тысяч белых островитян, им было запрещено владеть землёй либо хозяйственной собственностью. 20 мая 1805 года он провозгласил конституцию, став пожизненным императором с правом назвать своего преемника; его официальный титул принял вид император Гаити и верховный главнокомандующий армией, милостью Божией и по конституционному закону государства.
В результате заговора, в центре которого находились Анри Кристоф и Александр Петион, император был убит 17 октября 1806 года (точные обстоятельства неизвестны), что создало вакуум власти, привело к гражданской войне и временному разделу Гаити (первоначально между Петионом и Кристофом).
|           | Портрет                                     | Имя (годы жизни)                                                                             | Полномочия       | Полномочия      | Выборы                                                                    | Должность                                                               | Пр.                  |
| Начало    | Портрет                                     | Имя (годы жизни)                                                                             | Окончание        |                 | Выборы                                                                    | Должность                                                               | Пр.                  |
| --------- | ------------------------------------------- | -------------------------------------------------------------------------------------------- | ---------------- | --------------- | ------------------------------------------------------------------------- | ----------------------------------------------------------------------- | -------------------- |
| 2 (I—III) |                                             | Жан-Жак Дессалин (1758—1806) фр. Jean-Jacques Dessalines урожд. Жак Дюкло фр. Jacques Duclos | 30 ноября 1803   | 31 декабря 1803 | [ комм. 18 ]                                                              | генерал-губернатор Сан-Доминго фр. gouverneur général de Saint-Domingue | [ 14 ] [ 41 ] [ 42 ] |
| 2 (I—III) | 1 января 1804                               | Жан-Жак Дессалин (1758—1806) фр. Jean-Jacques Dessalines урожд. Жак Дюкло фр. Jacques Duclos | 22 сентября 1804 | [ комм. 19 ]    | пожизненный генерал-губернатор Гаити фр. gouverneur général à vie d'Haïti |                                                                         | [ 14 ] [ 41 ] [ 42 ] |
| 2 (I—III) | Жак I фр. Jacques Ier гаит. креол. Janjak I | 22 сентября 1804                                                                             | 17 октября 1806  | [ комм. 22 ]    | император Гаити фр. Empereur d'Haïti                                      |                                                                         | [ 14 ] [ 41 ] [ 42 ] |

## Правление Анри Кристофа (север Гаити, 1806—1820)
Участники успешного заговора против императора Жака I выдвинули Анри Кристофа в качестве временного главы правительства. Он обеспечил созыв Конституционной ассамблеи (фр. Assemblée constituante), принявшей 28 декабря 1806 года республиканскую конституцию, но отказался занять предложенный ему пост президента республики, поскольку основные полномочия по конституции были сосредоточены у главы парламента. Он попытался силой овладеть столичным Порт-о-Пренсом, а не сумев этого, отступил к северу, где основал собственное государство со столицей в Кап-Франсе. На севере 17 февраля 1807 года он утвердил свой вариант конституции, по которой становился пожизненным президентом и генералиссимусом Государства Гаити (фр. État d'Haïti, гаит. креол. Leta an Ayiti), а 28 марта 1811 года созванный им Государственный совет провозгласил создание Королевства Гаити (фр. Royaume d'Haïti, гаит. креол. Wayòm Ayiti) и утвердил конституцию королевства. Взойдя на трон под именем Анри I, Кристоф своими эдиктами учредил систему дворянских титулов (первоначально состоящую из 4 принцев, 8 герцогов, 22 графов, 40 баронов и 14 шевалье) и утвердил королевский титул: Анри, по милости Божией и конституционному закону государства, Король Гаити, Суверен Тортуги, Гонава и других соседних островов, Разрушитель тирании, Возобновитель и Благодетель гаитянской нации, создатель её моральных, политических и военных институтов, Первый коронованный монарх Нового Света, Защитник веры, Основатель Королевского и военного ордена святого Анри.
В августе 1820 года король перенёс парализовавший его инсульт. 2 октября 1820 года в одном из военных гарнизонов начался мятеж; когда 2 октября 1820 года повстанцы подошли к дворцу, Кристоф приказал слугам одеть себя в военную форму и застрелился серебряной пулей, его сын и наследный принц Жак-Виктор был убит десятью днями позже.
|           | Портрет                                  | Имя (годы жизни)                                                        | Полномочия      | Полномочия      | Выборы | Должность                                                                       | Пр.                  |
| Начало    | Портрет                                  | Имя (годы жизни)                                                        | Окончание       |                 | Выборы | Должность                                                                       | Пр.                  |
| --------- | ---------------------------------------- | ----------------------------------------------------------------------- | --------------- | --------------- | --- | ------------------------------------------------------------------------------- | -------------------- |
| 3 (I—III) |                                          | Анри Кристоф (1767—1820) фр. Henri Christophe гаит. креол. Anri Kristòf | 17 октября 1806 | 17 февраля 1807 | [ комм. 24 ] | временный глава правительства Гаити фр. chef provisoire du gouvernement haïtien | [ 22 ] [ 43 ] [ 44 ] |
| 3 (I—III) | 17 февраля 1807                          | Анри Кристоф (1767—1820) фр. Henri Christophe гаит. креол. Anri Kristòf | 28 марта 1811   | [ комм. 25 ]    | президент и генералиссимус сухопутных и морских сил Государства Гаити фр. président et généralissime des forces de terre et de mer de l'État d'Haïti |                                                                                 | [ 22 ] [ 43 ] [ 44 ] |
| 3 (I—III) | Анри I фр. Henri Ier гаит. креол. Anri I | 28 марта 1811                                                           | 8 октября 1820  | [ комм. 28 ]    | король Гаити фр. Roi d'Haïti |                                                                                 | [ 22 ] [ 43 ] [ 44 ] |

## Республика Гаити (1806—1820: юг острова; 1820—1849)
После отказа Анри Кристофа занять пост президента Республики Гаити в соответствии с принятой 28 декабря 1806 года конституцией 19 января 1807 года исполнительной властью временно был наделён государственный секретарь Брюно Бланше. 10 марта 1807 года президентом на четырёхлетний срок был избран Александр Петион (в дальнейшем дважды переизбиравшийся). 2 июня 1816 года по его инициативе была принята обновлённая конституция, узаконившая сильную президентскую власть. 9 октября 1816 года президент получил пожизненные полномочия и право определить преемника, которым был назван Жан-Пьер Буайе.
После смерти Петиона от жёлтой лихорадки Буайе путём аккламации в парламенте 1 апреля 1818 года занял пост пожизненного президента. Он значительно расширил территорию республики: сначала, воспользовавшись мятежом в северном королевстве и не встретив сопротивления занял его территорию и 26 октября 1820 года присоединил её к республике, а 9 февраля 1822 года аннексировал провозглашённое в восточной части острова 30 ноября 1821 года Независимое Государство Испанское Гаити (исп. Estado Independiente de Haití Español), основателем и президентом которого был Хосе Нуньес де Касерес-и-Альбор
1 сентября 1842 года Шарль Эрар распространил манифест, призвав к борьбе против диктатуры Буайе. Вспыхнувшее восстание вынудило Бойера 14 марта 1843 года подать в отставку. Последовавшая правительственная чехарда и вооружённое выступление, инициированное на востоке существовавшим с 1838 года тайным обществом Тринитария, позволили 27 февраля 1844 года провозгласить независимость от Гаити Доминиканской Республики. Последовавшие попытки гаитян подавить это движение успеха не принесли и сецессия испаноязычного востока острова стала окончательной.
В столице первоначально власть оспаривали руководитель восстания Эрар и созданный после бегства Буайе из столицы Временный народный комитет Порт-о-Пренса, который был распущен после вступления в столицу 21 марта 1843 года сил Эрара. 4 апреля 1843 года Эрар возглавил временное правительство, созвавшее 23 сентября 1843 года конституционную ассамблею (в которой приняли участие и делегаты с востока), принявшую 30 декабря 1843 года новую, более демократичную конституцию (где впервые появилось описание герба республики), в соответствии с переходным параграфом которой он провозглашался новым президентом на период до 15 мая 1848 года.
|                                    | Les armes de la République sont la palmiste surmonté du bonnet de la liberté et orne d'un trophee d'armes avec la légende: „L’union fait la force“. |  | Гербом Республики является пальма, увенчанная шапкой свободы и украшенная трофеями, с надписью „В единстве — сила“. |  |
| Конституция 1843 года, статья 192. | |  | |  |

К апрелю 1844 года состоящая из крестьян и фермеров повстанческая «армия страдальцев» (фр. L'Armée des souffrante), собравшаяся под командованием генерала Жан-Жака Акао, начала наступление на столицу с южного полуострова Тибюрон. На севере выступил провозглашённый президентом Северного департамента дивизионный генерал Филипп Герье, противник Эрара во временном правительстве. 3 мая 1844 года Эрар сложил полномочия, передав их Герье, что позволило распустить вскоре и отряды Акао.
Герье отказался следовать конституции 1843 года и, вместо созыва парламента, назначил Государственный совет (фр. Conseil d'Etat), который после его последовавшей менее чем через год смерти утвердил новым президентом генерал-лейтенанта Жан-Луи Пьерро. 1 марта 1846 года Государственный совет, не поддержав инициативы Пьерро по восстановлению контроля над территорией Доминиканской Республики военной силой, лишил его полномочий, передав их дивизионному генералу Жан-Батисту Рише, который заявил о желании следовать конституции 1816 года и вскоре восстановил большинство её положений, включая институт пожизненного президентства, в принятой 15 ноября 1846 года новой конституции республики. Избранный после смерти Рише пожизненным президентом генерал-лейтенант Фостен-Эли Сулук установил авторитарный режим и 26 августа 1849 года провозгласил империю, а себя — императором под именем Фостен I.
Курсивом на сером фоне показаны даты начала и окончания полномочий органов власти, являвшихся альтернативными по отношению к действующему главе государства или не принявших эти полномочия после избрания.
|                                                 | Портрет         | Имя (годы жизни) | Полномочия      | Полномочия      | Выборы                                                             | Должность | Пр.                  |
| Начало                                          | Портрет         | Имя (годы жизни) | Окончание       |                 | Выборы                                                             | Должность | Пр.                  |
| ----------------------------------------------- | --------------- | --- | --------------- | --------------- | ------------------------------------------------------------------ | --- | -------------------- |
| —                                               |                 | Анри Кристоф (1767—1820) фр. Henri Christophe гаит. креол. Anri Kristòf | 28 декабря 1806 | 12 января 1807  | [ комм. 32 ]                                                       | избранный президент фр. président élu | [ 22 ] [ 43 ] [ 44 ] |
| пост оставался вакантным до 19 января 1807 года |                 | |                 |                 |                                                                    | |                      |
| и. о.                                           |                 | Брюно Бланше (1760—1822) фр. Bruno Blanchet | 19 января 1807  | 10 марта 1807   | [ комм. 33 ]                                                       | государственный секретарь во главе исполнительной власти фр. secrétaire d'État chargé du pouvoir exécutif                                           | [ 52 ] [ 53 ]        |
| 4 (I)                                           |                 | Анн-Александр Сабес (1770—1818) фр. Anne Alexandre Sabès более известен как Петион фр. Alexandre Pétion гаит. креол. Aleksann Petyon                                                    | 10 марта 1807   | 9 марта 1811    | [ комм. 34 ]                                                       | президент фр. président | [ 23 ] [ 54 ] [ 55 ] |
| и. о.                                           |                 | Жан-Кризостом Энбер (1779—1855) фр. Jean-Chrisostôme Imbert | 9 марта 1811    | 10 марта 1811   | [ комм. 33 ]                                                       | генеральный администратор финансов во главе исполнительной власти фр. administrateur général des Finances chef du pouvoir exécutif                  | [ 52 ] [ 53 ]        |
| 4 (II)                                          |                 | Анн-Александр Сабес (1770—1818) фр. Anne Alexandre Sabès более известен как Петион фр. Alexandre Pétion гаит. креол. Aleksann Petyon                                                    | 10 марта 1811   | 9 марта 1815    | [ комм. 34 ]                                                       | президент фр. Président | [ 23 ] [ 54 ] [ 55 ] |
| и. о.                                           |                 | Жан-Кризостом Энбер (1779—1855) фр. Jean-Chrisostôme Imbert | 9 марта 1815    | 10 марта 1815   | [ комм. 33 ]                                                       | генеральный администратор финансов во главе исполнительной власти фр. administrateur général des Finances chef du pouvoir exécutif                  | [ 52 ] [ 53 ]        |
| 4 (III—IV)                                      |                 | Анн-Александр Сабес (1770—1818) фр. Anne Alexandre Sabès более известен как Петион фр. Alexandre Pétion гаит. креол. Aleksann Petyon                                                    | 10 марта 1815   | 9 октября 1816  | [ комм. 34 ]                                                       | президент фр. président | [ 23 ] [ 54 ] [ 55 ] |
| 4 (III—IV)                                      | 9 октября 1816  | Анн-Александр Сабес (1770—1818) фр. Anne Alexandre Sabès более известен как Петион фр. Alexandre Pétion гаит. креол. Aleksann Petyon                                                    | 29 марта 1818   | [ комм. 35 ]    | пожизненный президент фр. président à vie                          | | [ 23 ] [ 54 ] [ 55 ] |
| и. о.                                           |                 | Жан-Кризостом Энбер (1779—1855) фр. Jean-Chrisostôme Imbert | 29 марта 1818   | 1 апреля 1818   | [ комм. 36 ]                                                       | государственный секретарь финансов во главе исполнительной власти фр. secrétaire d'État des finances chef du pouvoir exécutif                       | [ 52 ] [ 53 ]        |
| 5                                               |                 | Жан-Пьер Буайе (1776—1850) фр. Jean-Pierre Boyer | 1 апреля 1818   | 14 марта 1843   | [ комм. 38 ]                                                       | пожизненный президент фр. président à vie | [ 31 ] [ 56 ] [ 57 ] |
| —                                               |                 | Шарль Эрар (1789—1850) фр. Charles Hérard более известен как Ривьер фр. Charles Rivière                                                                                                 | 27 января 1843  | 14 марта 1843   | [ комм. 39 ]                                                       | руководитель исполнения суверенной воли народа и его постановлений фр. chef de l'Exécution de la volonté souveraine du peuple et de ses résolutions | [ 58 ] [ 59 ] [ 60 ] |
| 6 (I—III)                                       | 14 марта 1843   | Шарль Эрар (1789—1850) фр. Charles Hérard более известен как Ривьер фр. Charles Rivière                                                                                                 | 4 апреля 1843   |                 | [ комм. 39 ]                                                       | руководитель исполнения суверенной воли народа и его постановлений фр. chef de l'Exécution de la volonté souveraine du peuple et de ses résolutions | [ 58 ] [ 59 ] [ 60 ] |
| 6 (I—III)                                       | 4 апреля 1843   | Шарль Эрар (1789—1850) фр. Charles Hérard более известен как Ривьер фр. Charles Rivière                                                                                                 | 30 декабря 1843 | [ комм. 41 ]    | глава временного правительства фр. chef du gouvernement provisoire | | [ 58 ] [ 59 ] [ 60 ] |
| 6 (I—III)                                       | 30 декабря 1843 | Шарль Эрар (1789—1850) фр. Charles Hérard более известен как Ривьер фр. Charles Rivière                                                                                                 | 3 мая 1844      | [ комм. 43 ]    | президент фр. président                                            | | [ 58 ] [ 59 ] [ 60 ] |
| —                                               |                 | Временный народный комитет Порт-о-Пренса фр. Comité populaire provisoire de Port-au-Prince с 19 марта 1843 года — Народный комитет Порт-о-Пренса фр. Comité populaire de Port-au-Prince | 14 марта 1843   | 21 марта 1843   | [ комм. 46 ]                                                       | [ комм. 46 ] | [ 58 ] [ 59 ] [ 60 ] |
| —                                               |                 | Луи-Жан-Жак Акао (?—1846) фр. Louis Jean-Jacques Acaau | 5 апреля 1844   | 24 июня 1844    | [ комм. 47 ]                                                       | главнокомандующий армией страдальцев фр. commandant en chef de l'armée des souffrante                                                               | [ 61 ] [ 62 ]        |
| —                                               |                 | герцог Жан-Жак Луи Филипп Герье (1757—1845) фр. Jean-Jacques Louis Philippe Guerrier | 26 апреля 1844  | 3 мая 1844      | [ комм. 49 ]                                                       | президент Северного департамента фр. président du département du Nord                                                                               | [ 63 ] [ 64 ] [ 65 ] |
| 7                                               | 3 мая 1844      | герцог Жан-Жак Луи Филипп Герье (1757—1845) фр. Jean-Jacques Louis Philippe Guerrier | 15 апреля 1845  | [ комм. 51 ]    | президент фр. président                                            | | [ 63 ] [ 64 ] [ 65 ] |
| и. о.                                           |                 | герцог Жак-Сильвен Ипполит (1784—1857) фр. Jacques Sylvain Hyppolite более известен как Гелен (фр. Jacques Sylvain Gelin)                                                               | 15 апреля 1845  | 3 мая 1845      | [ комм. 53 ]                                                       | президент Совета государственных секретарей фр. président du conseil des secrétaires d'état                                                         | [ 49 ]               |
| 8                                               |                 | принц Жан-Луи Мишель Пьерро (1761—1857) фр. Jean-Louis Michel Pierrot | 3 мая 1845      | 1 марта 1846    | [ комм. 57 ]                                                       | президент фр. président | [ 66 ] [ 67 ] [ 68 ] |
| —                                               | 1 марта 1846    | принц Жан-Луи Мишель Пьерро (1761—1857) фр. Jean-Louis Michel Pierrot | 26 марта 1846   | [ комм. 59 ]    |                                                                    | президент фр. président | [ 66 ] [ 67 ] [ 68 ] |
| 9 (I—II)                                        |                 | граф Жан-Батист Рише (1780—1847) фр. Jean-Baptiste Riché | 1 марта 1846    | 15 ноября 1846  | [ комм. 57 ]                                                       | президент фр. président | [ 69 ] [ 70 ] [ 71 ] |
| 9 (I—II)                                        | 15 ноября 1846  | граф Жан-Батист Рише (1780—1847) фр. Jean-Baptiste Riché | 27 февраля 1847 | [ комм. 62 ]    | пожизненный президент фр. président à vie                          | | [ 69 ] [ 70 ] [ 71 ] |
| и. о.                                           |                 | Шарль-Никола-Селиньи Ардуэн (1806—1849) фр. Charles Nicolas Céligny Ardouin | 27 февраля 1847 | 2 марта 1847    | [ комм. 63 ]                                                       | президент Совета государственных секретарей фр. président du conseil des secrétaires d'état                                                         | [ 72 ]               |
| 10 (I)                                          |                 | Фостен-Эли Сулук (1782—1867) фр. Faustin-Élie Soulouque гаит. креол. Fosten Soulouk | 2 марта 1847    | 26 августа 1849 | [ комм. 57 ]                                                       | пожизненный президент фр. président à vie | [ 73 ] [ 74 ] [ 75 ] |

## Империя Гаити (1849—1859)
Империя Гаити (фр. Empire d'Haïti, гаит. креол. Anpi an Ayiti) была провозглашена пожизненным президентом Фостеном Сулуком 26 августа 1849 года в Соборе Вознесения Девы Марии Порт-о-Пренса. В тот же день прошла импровизированная коронация императора, принявшего имя Фостен I (корона была изготовлена сенаторами из подручных средств). Подлинная и тщательно подготовленная коронация императора прошла 18 апреля 1852 года в павильоне на Марсовом поле.
20 сентября 1849 года была обнародована конституция империи, установившая официальный титул императора: Милостью Божьей и Конституцией империи, император Гаити. Были возобновлены учреждённые королём Анри I и установлены новые дворянские звания. Параграф 198 конституции в число национальных праздников (1 сентября — День независимости, 1 мая — сельского хозяйства и 26 августа — учреждения империи) включил дни памяти великих соотечественников Жан-Жака Дессалина (2 января), Александра Петиона (2 апреля) и Филиппа Герье (30 июня).
В 1858 году восстание против режима империи поднял дивизионный генерал Фабр Жеффрар. 23 декабря 1858 года восставшие объявили о низложении императора, восстановлении республики и создании революционного комитета во главе с Жеффраром; 15 января 1859 года император был вынужден отречься от престола и покинул страну.
|         | Портрет | Имя (годы жизни)                                           | Полномочия      | Полномочия     | Выборы       | Должность              | Пр.                  |
| Начало  | Портрет | Имя (годы жизни)                                           | Окончание       |                | Выборы       | Должность              | Пр.                  |
| ------- | ------- | ---------------------------------------------------------- | --------------- | -------------- | ------------ | ---------------------- | -------------------- |
| 10 (II) |         | Фостен I (1782—1867) фр. Faustin Ier гаит. креол. Fosten I | 26 августа 1849 | 15 января 1859 | [ комм. 64 ] | император фр. empereur | [ 73 ] [ 74 ] [ 75 ] |

## Республика Гаити до оккупации США (1859—1915)

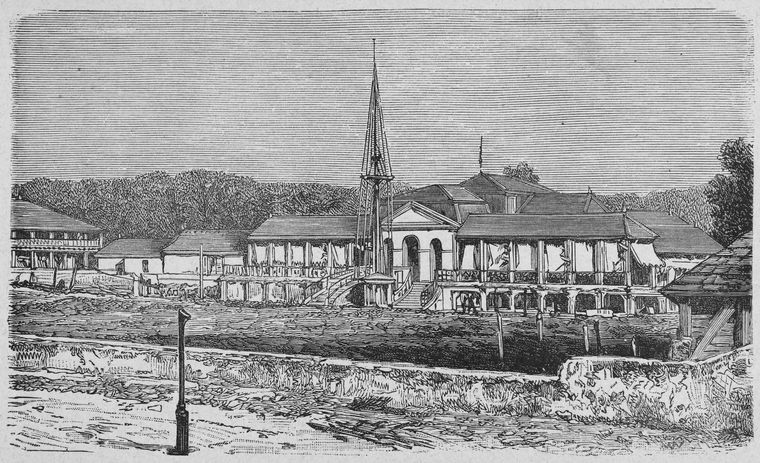
Национальный дворец, взорванный повстанцами года

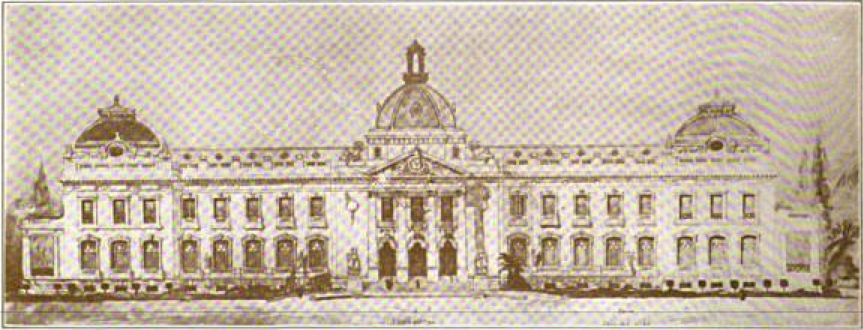
Национальный дворец, при взрыве которого года погиб президент Синсиннатюс Леконт

Вспыхнувшее в 1858 году восстание против режима империи возглавил Фабр Жеффрар. 22 декабря 1858 года восставшие объявили о низложении императора Фостена I и восстановлении республиканской конституции 1846 года, на следующий день создали революционный комитет во главе с Жеффраром; 15 января 1859 года император был вынужден отречься от престола и покинул страну. 20 января 1859 года Жеффрар был избран пожизненным президентом. В июле 1859 года и в декабре 1860 года в конституцию были внесены изменения, усилившие независимость законодательной и судебной властей. 15 мая 1865 года Жеффрар смог разбить силы восставшего на севере Сильвена Сальнава, который был сослан; однако в 1867 году давление сторонников Сальнава вынудило Жеффрара подать в отставку, обеспечив передачу власти Ниссажу Саже, который 2 мая 1867 года пошёл на создание триумвирата с участием Сильвана и создание конституционной комиссии (фр. Constituante), а через 2 дня был отстранён от власти после получения Сильваном от имени этой комиссии неограниченных полномочий защитника нации (фр. protecteur de la Nation). В условиях продолжающейся гражданской войны 14 июня 1867 года была принята новая конституция, запрещающая президенту переизбираться непосредственно после истечения срока полномочий, в соответствии с которой конституционная комиссия предоставила Сильвану полномочия президента на 4 года. Однако уже в апреле 1868 года действие конституции была приостановлено; созданный Сильваном Законодательный совет (фр. Conseil législatif) 16 ноября 1869 года предоставил ему пожизненные полномочия, при этом находящаяся под его контролем территория быстро сокращалась: 25 апреля 1868 года Ниссаж Саже провозгласил Северную Республику (фр. République du Nord) со столицей в Гонаиве, а 8 мая 1868 года Мишель Доменг создал Южное Государство Гаити (фр. État Méridional d'Haïti) со столицей в Ле-Ке. 19 декабря 1869 года Сильван был вынужден оставить столицу. Вступившие в неё противники 27 декабря 1869 года вновь провозгласили Саже президентом временного правительства. 10 января 1870 года Сильван был захвачен доминиканскими союзниками Саже, доставлен к нему, и 15 января казнён. Саже восстановил действие конституции 1867 года и был избран президентом Национальным собранием (совместным заседанием обеих палат парламента). Он поддержал создание парламентским большинством в 1870 году Либеральной партий (первой в стране; в 1874 году была создана оппозиционная Национальная партия). Совет государственных секретарей, исполнявший в 1874 году полномочия до избрания нового президента, созвал Национальную конституционную ассамблею (фр. Assemblée nationale constituante), которая ещё до принятия 7 августа 1874 года новой конституции, по которой срок президентских полномочий увеличивался до 8 лет избрала президентом Мишеля Доменга, при котором реальная власть была передана назначенному вице-президентом его племяннику Септимусу Рамо. 15 апреля 1876 года президент укрылся от сил мятежников во французском посольстве, Рамо был схвачен в порту при погрузке средств казны и убит, а мешки с деньгами были разграблены. Это восстание привело к созданию Революционного комитета Порт-о-Пренса (фр. Comité révolutionnaire de Port-au-Prince), приведшего к власти Пьера Бурон-Каналя (ставшего популярным, когда около 5 месяцев укрывался от ареста в доме посла США Эбенезера Бассета, что вылилось в дипломатический кризис). До 19 июля 1876 года Буарон-Каналь входил в сформированное временное правительство, а затем был избран президентом на основании восстановленной конституции 1867 года. Он покинул свой пост досрочно 17 июля 1879 года, на фоне беспорядков, признав свою неспособность выступить посредником между сторонниками Либеральной и Национальной партий.
Некоторое время власть в Порт-о-Пренсе удерживал Комитет общественного порядка столицы (фр. Comité de L'ordre Public de la capitale), 26 июля 1879 года им было создано временное правительство. 3 октября 1879 года обновлённый состав временного правительства возглавил представляющий Национальную партию Луи Саломон, 26 октября 1879 года он был избран новым президентом. 18 декабря 1879 года Национальное собрание приняло новую конституцию, установившую семилетний срок президентских полномочий, в дальнейшем многократно изменяемую. В 1883 году Саломон смог подавить начатое изгнанными сторонниками Либеральной партии, высадившимися в Мирагоане и более полугода не оставлявшими попыток занять столицу, а 10 августа 1888 года в результате нового восстания, поддержанного правительственными чиновниками, он подал в отставку и бежал на Кубу (вскоре скончался во Франции). Вернувшийся из ссылки либерал Пьер Буарон-Каналь смог восстановить управление в столице и вскоре возглавил временное правительство, однако по решению Национального собрания 16 октября 1888 года уступил власть Франсуа-Дени Лежитиму. Созванная конституционная ассамблея выявила принципиальные разногласия делегатов, часть из которых 27 ноября 1888 года провозгласила Республику Северное Гаити (фр. République Septentrionale d'Haïti) со столицей в Гонаиве, создав временное правительство во главе с Луи Ипполитом. Оставшаяся часть 16 декабря 1888 года утвердила новую конституцию, по которой Лежитиму предоставлялись президентские полномочия на семилетний срок. Начавшийся вооружённый конфликт привёл к отставке Лежитима 22 августа 1889 года, созданию временного правительства во главе с Борно Монпуаном и возобновлению работы конституционной ассамблеи в объединённом составе в Гонаиве. 9 октября 1889 года была утверждена новая конституция, по которой новым президентом был провозглашён Ипполит. После его смерти в 1896 году следующим президентом в конституционном порядке был избран Огюстен Симон Сан, представляющий Национальную партию. 8 мая 1902 года Пьер-Нор Алексис взял на себя управление армией и Национальным собранием; вынужденный подать в отставку Симон Сан 13 мая 1902 года передал временные полномочия вновь вернувшемуся к политической активности Пьеру Буарон-Каналю, но развернувшаяся борьба между сторонниками Алексиса, установившего военный контроль над столицей, и Жозефа Фирмена, возглавившего оппозицию на севере, завершилась в декабре избранием Алексиса президентом.
В декабре 1908 года в результате мятежа против попытки Алексиса получить пожизненные полномочия президентом стал Франсуа Антуан Симон, в свою очередь отстранённый в результате восстания, возглавляемого Синсиннатюсем Леконтом, провозглашённым верховным лидером революции (фр. chef suprême de la révolution). Он был избран президентом 15 августа 1911 года и погиб при взрыве Национального дворца 8 августа 1912 года. Избранный через день президентом Танкред Огюст скончался 2 мая 1913 года (высказывались мнения о его отравлении). Мишель Орест, избранный следующим президентом, стал первым гражданским лицом на этом посту (до него все главы государства являлись профессиональными военными). Несколько восстаний вынудили его подать в отставку 27 января 1914 года и бежать из страны, после чего на протяжении полутора лет Гаити контролировали несколько противоборствующих сил, в ряде случаев добивавшихся оспариваемого и потому кратковременного избрания на пост президента. 28 июля 1915 года это завершилось вводом американских войск под предлогом борьбы с вмешательством Германии после известия, что на улице растерзан толпой захваченный во французском посольстве президент Гийом Сан, отомстившей ему за осуществлённую накануне казнь 167 политических заключённых, включая экс-президента Ореста Замора.
Курсивом на сером фоне показаны даты начала и окончания полномочий органов власти, являвшихся альтернативными по отношению к действующему главе государства или сепаратистскими.
|             | Портрет         | Имя (годы жизни) | Полномочия      | Полномочия                                 | Партия              | Выборы                                                                      | Должность | Пр.                     |
| Начало      | Портрет         | Имя (годы жизни) | Окончание       |                                            | Партия              | Выборы                                                                      | Должность | Пр.                     |
| ----------- | --------------- | --- | --------------- | ------------------------------------------ | ------------------- | --------------------------------------------------------------------------- | --- | ----------------------- |
| —           |                 | герцог Гийом Фабр Никола Жеффрар (1782—1867) фр. Guillaume Fabre Nicolas Geffrard                                    | 23 декабря 1858 | 15 января 1859                             | независимый         | [ комм. 75 ]                                                                | президент революционного комитета фр. président du comité révolutionnaire                                                                       | [ 98 ] [ 99 ] [ 100 ]   |
| 11 (I—II)   | 15 января 1859  | герцог Гийом Фабр Никола Жеффрар (1782—1867) фр. Guillaume Fabre Nicolas Geffrard                                    | 20 января 1859  | [ комм. 76 ]                               | независимый         |                                                                             | президент революционного комитета фр. président du comité révolutionnaire                                                                       | [ 98 ] [ 99 ] [ 100 ]   |
| 11 (I—II)   | 20 января 1859  | герцог Гийом Фабр Никола Жеффрар (1782—1867) фр. Guillaume Fabre Nicolas Geffrard                                    | 13 марта 1867   | [ комм. 78 ]                               | независимый         | пожизненный президент фр. président à vie                                   | | [ 98 ] [ 99 ] [ 100 ]   |
| и. о.       |                 | Совет государственных секретарей фр. Conseil des secrétaires d'état, chargé du Pouvoir exécutif                      | 13 марта 1867   | 20 марта 1867                              | независимый         | [ комм. 80 ]                                                                | [ комм. 80 ] | [ 49 ] [ 101 ] [ 53 ]   |
| 12 (I)      |                 | Жан-Никола Ниссаж Саже (1810—1880) фр. Jean Nicolas Nissage Saget                                                    | 20 марта 1867   | 2 мая 1867                                 | независимый         | [ комм. 81 ]                                                                | президент временного правительства фр. président du gouvernement provisoire                                                                     | [ 102 ] [ 103 ]         |
| —           | 2 мая 1867      | Жан-Никола Ниссаж Саже (1810—1880) фр. Jean Nicolas Nissage Saget                                                    | 4 мая 1867      | [ комм. 82 ]                               | независимый         | члены временного правительства фр. membres du gouvernement provisoire       | | [ 102 ] [ 103 ]         |
| —           | 2 мая 1867      | | 4 мая 1867      | [ комм. 82 ]                               | независимый         | члены временного правительства фр. membres du gouvernement provisoire       | Виктор Жан-Мари Эсташ Шевалье (1815—1869) фр. Victor Jean-Marie Eustache Chevallier более известен как Викторен Шевалье фр. Victorin Chevallier | [ 49 ]                  |
| —           | 2 мая 1867      | | 4 мая 1867      | [ комм. 82 ]                               | независимый         | члены временного правительства фр. membres du gouvernement provisoire       | Сильвен Сальнав (1826—1870) фр. Sylvain Salnave                                                                                                 | [ 104 ] [ 105 ]         |
| 13 (I—III)  | 4 мая 1867      | 14 июня 1867 | [ комм. 83 ]    | защитник нации фр. protecteur de la Nation | независимый         |                                                                             | Сильвен Сальнав (1826—1870) фр. Sylvain Salnave                                                                                                 | [ 104 ] [ 105 ]         |
| 13 (I—III)  | 14 июня 1867    | 16 ноября 1869 | [ комм. 84 ]    | президент фр. président                    | независимый         |                                                                             | Сильвен Сальнав (1826—1870) фр. Sylvain Salnave                                                                                                 | [ 104 ] [ 105 ]         |
| 13 (I—III)  | 16 ноября 1869  | 27 декабря 1869 | [ комм. 86 ]    | пожизненный президент фр. président à vie  | независимый         |                                                                             | Сильвен Сальнав (1826—1870) фр. Sylvain Salnave                                                                                                 | [ 104 ] [ 105 ]         |
| —           |                 | Жан-Николя Ниссаж Саже (1810—1880) фр. Jean Nicolas Nissage Saget                                                    | 20 марта 1867   | 27 декабря 1869                            | независимый         | [ комм. 88 ]                                                                | президент Северной Республики фр. président de la République du Nord                                                                            | [ 102 ] [ 103 ]         |
| —           |                 | Мишель Доменг (1813—1877) фр. Michel Domingue                                                                        | 8 мая 1868      | 27 декабря 1869                            | независимый         | [ комм. 90 ]                                                                | президент Южного Государства Гаити фр. président de l'état du Sud d'Haïti                                                                       | [ 106 ] [ 107 ]         |
| 12 (II—III) |                 | Жан-Никола Ниссаж Саже (1810—1880) фр. Jean Nicolas Nissage Saget                                                    | 27 декабря 1869 | 20 марта 1870                              | независимый         | [ комм. 81 ]                                                                | президент временного правительства фр. président du gouvernement provisoire                                                                     | [ 102 ] [ 103 ]         |
|             | 20 марта 1870   | Жан-Никола Ниссаж Саже (1810—1880) фр. Jean Nicolas Nissage Saget                                                    | 14 мая 1874     | Либеральная партия                         | [ комм. 91 ]        | президент фр. président                                                     | | [ 102 ] [ 103 ]         |
| и. о.       |                 | Совет государственных секретарей фр. Conseil des secrétaires d'état, chargé du Pouvoir exécutif                      | 14 мая 1874     | 14 июня 1874                               | независимый         | [ комм. 93 ]                                                                | [ комм. 93 ] | [ 49 ] [ 101 ]          |
| 14          |                 | Мишель Доменг (1813—1877) фр. Michel Domingue                                                                        | 14 июня 1874    | 15 апреля 1876                             | независимый         | [ комм. 95 ]                                                                | президент фр. président | [ 106 ] [ 107 ]         |
| —           |                 | Революционный комитет Порт-о-Пренса фр. Comité révolutionnaire de Port-au-Prince                                     | 15 апреля 1876  | 23 апреля 1876                             | независимый         | [ комм. 97 ]                                                                | [ комм. 97 ] | [ 108 ]                 |
| —           |                 | Временное правительство фр. Gouvernement provisoire                                                                  | 23 апреля 1876  | 19 июля 1876                               | Либеральная партия  | [ комм. 99 ]                                                                | [ комм. 99 ] | [ 49 ] [ 94 ]           |
| 15 (I)      |                 | Пьер Теома Буарон-Каналь (1832—1905) фр. Pierre Théoma Boisrond-Canal                                                | 19 июля 1876    | 17 июля 1879                               | Либеральная партия  | [ комм. 91 ]                                                                | президент фр. président | [ 109 ] [ 110 ] [ 111 ] |
| —           |                 | Пьер Шарль Бартелеми Дени (?—?) фр. Pierre Charles Barthélemy Denis более известен как Дарьюс Дени фр. Darius Denis  | 17 июля 1879    | 26 июля 1879                               | независимый         | [ комм. 101 ]                                                               | президент Комитета общественного порядка столицы фр. président du Comité de l'ordre public de la capitale                                       | [ 108 ] [ 94 ]          |
| 16          |                 | Жозеф Ламот (?—1891) фр. Joseph Lamothe                                                                              | 26 июля 1879    | 3 октября 1879                             | независимый         | [ комм. 102 ]                                                               | президент временного правительства фр. président du gouvernement provisoire                                                                     | [ 49 ] [ 108 ] [ 94 ]   |
| 17 (I—II)   |                 | герцог Луи Этьен Лизьюс Фелисите Саломон (1815—1888) фр. Louis Étienne Lysius Félicité Salomon                       | 3 октября 1879  | 26 октября 1879                            | Национальная партия | [ комм. 102 ]                                                               | президент временного правительства фр. président du gouvernement provisoire                                                                     | [ 112 ] [ 113 ] [ 114 ] |
| 17 (I—II)   | 26 октября 1879 | герцог Луи Этьен Лизьюс Фелисите Саломон (1815—1888) фр. Louis Étienne Lysius Félicité Salomon                       | 10 августа 1888 | [ комм. 105 ]                              | Национальная партия | президент фр. président                                                     | | [ 112 ] [ 113 ] [ 114 ] |
| —           |                 | Жан-Пьер Бойе-Базелэ (1833—1883) фр. Charles Jean Pierre Boyer-Bazelais                                              | 27 марта 1883   | 27 октября 1883                            | Либеральная партия  | [ комм. 107 ]                                                               | президент Центрального революционного комитета фр. président du comité révolutionnaire central                                                  | [ 91 ]                  |
| 15 (II—III) |                 | Пьер Теома Буарон-Каналь (1832—1905) фр. Pierre Théoma Boisrond-Canal                                                | 10 августа 1888 | 24 августа 1888                            | Либеральная партия  | [ комм. 108 ]                                                               | управляющий исполнительной властью в Порт-о-Пренсе фр. exercice du pouvoir exécutif à Port-au-Prince                                            | [ 109 ] [ 110 ] [ 111 ] |
| 15 (II—III) | 24 августа 1888 | Пьер Теома Буарон-Каналь (1832—1905) фр. Pierre Théoma Boisrond-Canal                                                | 16 октября 1888 | [ комм. 110 ]                              | Либеральная партия  | президент временного правительства фр. président du gouvernement provisoire | | [ 109 ] [ 110 ] [ 111 ] |
| 18 (I—II)   |                 | Франсуа Дени Лежитим (1841—1935) фр. François Denys Légitime                                                         | 16 октября 1888 | 18 декабря 1888                            | Либеральная партия  | [ комм. 113 ]                                                               | глава исполнительной власти фр. chef du pouvoir exécutif                                                                                        | [ 115 ] [ 116 ] [ 117 ] |
| 18 (I—II)   | 18 декабря 1888 | Франсуа Дени Лежитим (1841—1935) фр. François Denys Légitime                                                         | 22 августа 1889 | [ комм. 115 ]                              | Либеральная партия  | президент фр. président                                                     | | [ 115 ] [ 116 ] [ 117 ] |
| —           |                 | Луи Мондестен Флорвиль Ипполит (1828—1896) фр. Louis Mondestin Florvil Hyppolite                                     | 27 ноября 1888  | 9 октября 1889                             | независимый         | [ комм. 117 ]                                                               | президент временного правительства Республики Северное Гаити фр. président du gouvernement provisoire de la République Septentrionale d'Haïti   | [ 118 ] [ 119 ]         |
| 19          |                 | Борно Монпуан (1830—1905) фр. Borno Monpoint                                                                         | 23 августа 1889 | 9 октября 1889                             | независимый         | [ комм. 118 ]                                                               | президент временного правительства фр. président du gouvernement provisoire                                                                     | [ 120 ]                 |
| 20          |                 | Луи Мондестен Флорвиль Ипполит (1828—1896) фр. Louis Mondestin Florvil Hyppolite                                     | 9 октября 1889  | 24 марта 1896                              | независимый         | [ комм. 120 ]                                                               | президент фр. président | [ 118 ] [ 119 ]         |
| и. о.       |                 | Совет государственных секретарей фр. Conseil des secrétaires d'état, chargé du Pouvoir exécutif                      | 24 марта 1896   | 1 апреля 1896                              | независимый         | [ комм. 122 ]                                                               | [ комм. 122 ] | [ 94 ]                  |
| 21          |                 | герцог Поль Тиресьяс Огюстен Антуан Симон Сан (1835—1916) фр. Paul Tirésias Augustin Antoine Simon Sam               | 1 апреля 1896   | 13 мая 1902                                | Национальная партия | [ комм. 91 ]                                                                | президент фр. président | [ 121 ] [ 122 ] [ 123 ] |
| 15 (IV—V)   |                 | Пьер Теома Буарон-Каналь (1832—1905) фр. Pierre Théoma Boisrond-Canal                                                | 13 мая 1902     | 26 мая 1902                                | Либеральная партия  | [ комм. 124 ]                                                               | президент Комитета общественной безопасности фр. président du Comité de salut public                                                            | [ 109 ] [ 110 ] [ 111 ] |
| 15 (IV—V)   | 26 мая 1902     | Пьер Теома Буарон-Каналь (1832—1905) фр. Pierre Théoma Boisrond-Canal                                                | 18 декабря 1902 | [ комм. 110 ]                              | Либеральная партия  | президент временного правительства фр. président du gouvernement provisoire | | [ 109 ] [ 110 ] [ 111 ] |
| —           |                 | Жозеф-Антенор Фирмен (1850—1911) фр. Joseph Anténor Firmin                                                           | 4 августа 1902  | 15 октября 1902                            | независимый         | [ комм. 128 ]                                                               | президент Исполнительного совета Артибонита и Северо-Запада фр. président du Conseil exécutif de L'Artibonite et du Nord-Ouest                  | [ 124 ] [ 125 ]         |
| 22 (I—II)   |                 | дивизионный генерал Пьер Нор Алексис (1820—1910) фр. Pierre Nord Alexis                                              | 18 декабря 1902 | 23 декабря 1902                            | армия               | [ комм. 129 ]                                                               | глава исполнительной власти фр. chef du pouvoir exécutif                                                                                        | [ 126 ] [ 127 ] [ 128 ] |
| 22 (I—II)   | 23 декабря 1902 | дивизионный генерал Пьер Нор Алексис (1820—1910) фр. Pierre Nord Alexis                                              | 2 декабря 1908  | [ комм. 91 ]                               | армия               | президент фр. président                                                     | | [ 126 ] [ 127 ] [ 128 ] |
| 23          |                 | Луи-Огюст Буарон-Каналь (1847—1940) фр. Louis-Auguste Boisrond-Canal                                                 | 2 декабря 1908  | 6 декабря 1908                             | независимый         | [ комм. 130 ]                                                               | президент комиссии по поддержанию правопорядка фр. président de la commission pour le maintien de la Loi et de l'ordre                          | [ 87 ]                  |
| 23 (I—II)   |                 | Франсуа Антуан Симон (1843—1923) фр. François Antoine Simon                                                          | 6 декабря 1908  | 20 декабря 1908                            | Либеральная партия  | [ комм. 131 ]                                                               | глава исполнительной власти фр. chef du pouvoir exécutif                                                                                        | [ 129 ] [ 130 ] [ 131 ] |
| 23 (I—II)   | 20 декабря 1908 | Франсуа Антуан Симон (1843—1923) фр. François Antoine Simon                                                          | 2 августа 1911  | [ комм. 91 ]                               | Либеральная партия  | президент фр. président                                                     | | [ 129 ] [ 130 ] [ 131 ] |
| —           |                 | Жан-Жак Дессалин Мишель Синсиннатюс Леконт (1854—1912) фр. Jean-Jacques Dessalines Michel Cincinnatus Leconte        | 21 июля 1911    | 2 августа 1911                             | Национальная партия | [ комм. 133 ]                                                               | верховный лидер революции фр. chef suprême de la révolution                                                                                     | [ 132 ] [ 133 ] [ 134 ] |
| 24 (I—III)  | 2 августа 1911  | Жан-Жак Дессалин Мишель Синсиннатюс Леконт (1854—1912) фр. Jean-Jacques Dessalines Michel Cincinnatus Leconte        | 5 августа 1911  | [ комм. 134 ]                              | Национальная партия |                                                                             | верховный лидер революции фр. chef suprême de la révolution                                                                                     | [ 132 ] [ 133 ] [ 134 ] |
| 24 (I—III)  | 5 августа 1911  | Жан-Жак Дессалин Мишель Синсиннатюс Леконт (1854—1912) фр. Jean-Jacques Dessalines Michel Cincinnatus Leconte        | 15 августа 1911 | [ комм. 135 ]                              | Национальная партия | глава исполнительной власти фр. chef du pouvoir exécutif                    | | [ 132 ] [ 133 ] [ 134 ] |
| 24 (I—III)  | 15 августа 1911 | Жан-Жак Дессалин Мишель Синсиннатюс Леконт (1854—1912) фр. Jean-Jacques Dessalines Michel Cincinnatus Leconte        | 8 августа 1912  | [ комм. 91 ]                               | Национальная партия | президент фр. président                                                     | | [ 132 ] [ 133 ] [ 134 ] |
| и. о.       |                 | Совет государственных секретарей фр. Conseil des secrétaires d'état, chargé du Pouvoir exécutif                      | 8 августа 1912  | 9 августа 1912                             | независимый         | [ комм. 122 ]                                                               | [ комм. 122 ] | [ 95 ]                  |
| 25          |                 | Жан Антуан Танкред Огюст (1856—1913) фр. Jean Antoine Tancréde Auguste                                               | 9 августа 1912  | 2 мая 1913                                 | Национальная партия | [ комм. 91 ]                                                                | президент фр. président | [ 135 ] [ 136 ]         |
| и. о.       |                 | Совет государственных секретарей фр. Conseil des secrétaires d'état, chargé du Pouvoir exécutif                      | 2 мая 1913      | 4 мая 1913                                 | независимый         | [ комм. 122 ]                                                               | [ комм. 122 ] | [ 95 ]                  |
| 26          |                 | Мишель Орест-Лафонтан (1859—1918) фр. Michel Oreste-Lafontant                                                        | 4 мая 1913      | 27 января 1914                             | независимый         | [ комм. 91 ]                                                                | президент фр. président | [ 137 ] [ 138 ]         |
| —           |                 | Стефан Аршер (1854—1926) фр. Stéphen Archer                                                                          | 28 января 1914  | 2 февраля 1914                             | независимый         | [ комм. 141 ]                                                               | президент комитета общественной безопасности фр. président du comité de sûreté publique                                                         | [ 87 ]                  |
| —           |                 | генерал Эдмон-Сильвестр Полинис (1855—1915) фр. Edmond Sylvestre Polynice                                            | 28 января 1914  | 8 февраля 1914                             | армия               | [ комм. 142 ]                                                               | комендант округа Порт-о-Пренс фр. commandant de L'arrondissement de Port-au-Prince                                                              | [ 87 ]                  |
| 27 (I—II)   |                 | генерал Эммануэль Орест Замор (1861—1915) фр. Emmanuel Oreste Zamor                                                  | 2 февраля 1914  | 8 февраля 1914                             | армия               | [ комм. 143 ]                                                               | глава исполнительной власти фр. chef du pouvoir exécutif                                                                                        | [ 139 ] [ 140 ]         |
| 27 (I—II)   | 8 февраля 1914  | генерал Эммануэль Орест Замор (1861—1915) фр. Emmanuel Oreste Zamor                                                  | 28 октября 1914 | [ комм. 145 ]                              | армия               | президент фр. président                                                     | | [ 139 ] [ 140 ]         |
| —           |                 | генерал Жозеф Давильмар Теодор (1847—1917) фр. Joseph Davilmar Théodore                                              | 19 октября 1914 | 6 ноября 1914                              | армия               | [ комм. 146 ]                                                               | глава исполнительной власти фр. chef du pouvoir exécutif                                                                                        | [ 141 ] [ 142 ]         |
| 28 (I)      |                 | генерал Эдмон-Сильвестр Полинис (1855—1915) фр. Edmond Sylvestre Polynice                                            | 29 октября 1914 | 6 ноября 1914                              | армия               | [ комм. 147 ]                                                               | президент комитета общественного благосостояния фр. président du comité de l'assistance publique                                                | [ 87 ]                  |
| 29 (I—II)   |                 | генерал Жозеф Давильмар Теодор (1847—1917) фр. Joseph Davilmar Théodore                                              | 6 ноября 1914   | 10 ноября 1914                             | армия               | [ комм. 148 ]                                                               | глава исполнительной власти фр. chef du pouvoir exécutif                                                                                        | [ 141 ] [ 142 ]         |
| 29 (I—II)   | 10 ноября 1914  | генерал Жозеф Давильмар Теодор (1847—1917) фр. Joseph Davilmar Théodore                                              | 22 февраля 1914 | [ комм. 91 ]                               | армия               | президент фр. président                                                     | | [ 141 ] [ 142 ]         |
| 28 (II)     |                 | генерал Эдмон-Сильвестр Полинис (1855—1915) фр. Edmond Sylvestre Polynice                                            | 29 октября 1914 | 6 ноября 1914                              | армия               | [ комм. 150 ]                                                               | президент комитета общественного благосостояния фр. président du comité de l'assistance publique                                                | [ 87 ]                  |
| —           |                 | генерал Жан Симон Сан (1859—1915) фр. Jean Simon Sam более известен как Вильбрэн Гийом Сан фр. Vilbrun Guillaume Sam | 19 января 1915  | 25 февраля 1915                            | армия               | [ комм. 151 ]                                                               | глава исполнительной власти фр. chef du pouvoir exécutif                                                                                        | [ 143 ] [ 144 ] [ 145 ] |
| 30 (I—II)   | 25 февраля 1915 | генерал Жан Симон Сан (1859—1915) фр. Jean Simon Sam более известен как Вильбрэн Гийом Сан фр. Vilbrun Guillaume Sam | 4 марта 1915    | [ комм. 152 ]                              | армия               |                                                                             | глава исполнительной власти фр. chef du pouvoir exécutif                                                                                        | [ 143 ] [ 144 ] [ 145 ] |
| 30 (I—II)   | 4 марта 1915    | генерал Жан Симон Сан (1859—1915) фр. Jean Simon Sam более известен как Вильбрэн Гийом Сан фр. Vilbrun Guillaume Sam | 27 июля 1915    | [ комм. 91 ]                               | армия               | президент фр. président                                                     | | [ 143 ] [ 144 ] [ 145 ] |

## От оккупации США до избрания Франсуа Дювалье (1915—1957)

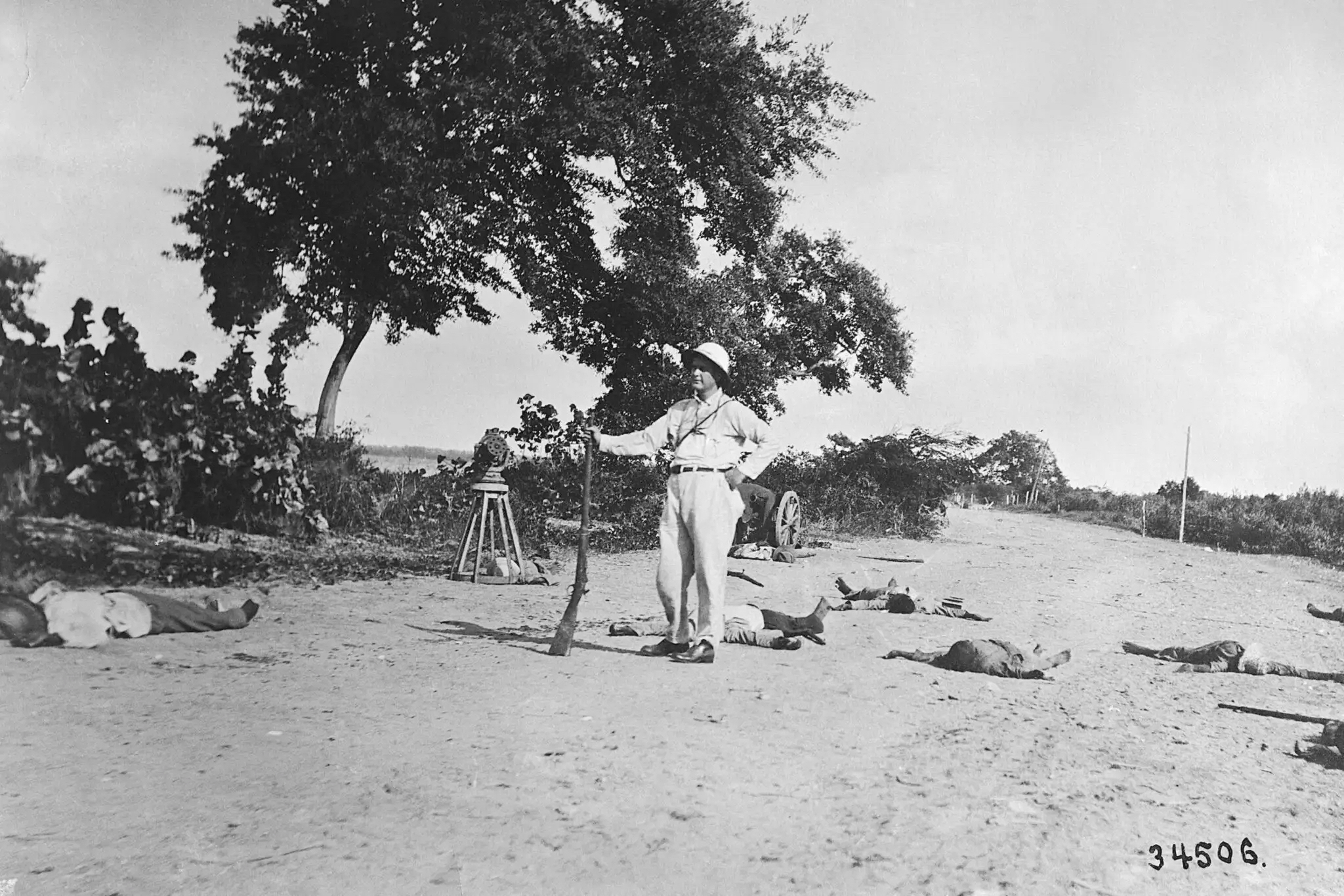
Американец позирует с убитыми пулеметным огнём морской пехоты США гаитянами (11 октября 1915 года)

Герб (1859—1964 гг., с 1986 г.)

Одним из сильнейших противников президента Вильбрэна Гийома Сана был доктор Розальво Бобо, выступавший с антиамериканских позиций лидер Республиканской реформистской партии. После гибели Сана, растерзанного толпой, мстящей за казнь 167 политических заключённых, включая экс-президента Ореста Замора, 28 июля 1915 года Порт-о-Пренс под предлогом защиты от вмешательства Германии был занят морской пехотой США, действующей по приказу американского президента Вудро Вильсона (командовал операцией адмирал Уильям Бэнкс Капертон). В течение недели подошедшие к столице силы Бобо были разоружены, а возможность его избрания на пост президента заблокирована. Взявший на себя управление страной революционный комитет передал президентские полномочия избранному 12 августа 1915 года Филиппу Дартигенаву, ставшему марионеткой оккупационных сил, при котором была распущена гаитянская армия, а созданная жандармерия подчинялась непосредственно государственному секретарю США. В течение шести недель после начала оккупации США установили контроль над таможнями и административными учреждениями, банками и Национальным казначейством. По заключённому договору США получили полный контроль над гаитянскими финансами и право вмешиваться в дела Гаити, когда американское правительство сочтёт это необходимым.
После успешной манипуляции выборами 1915 года администрация Вильсона попыталась в 1917 году добиться от гаитянского Национального собрания принятия новой конституции, разрешающей иностранное землевладение. Законодатели отвергли конституционный проект, после чего Дартигенав распустил парламент и вынес реформу конституции на референдум, прошедший 12 июня 1918 года. Конституция, отменившая существовавший с 1804 года запрет на владение землёй иностранными гражданами, уменьшившая срок президентских полномочий с 7 до 4 лет и установившая процедуру его избрания Государственным советом (фр. Conseil d'Etat), состоящим из 21 назначаемого президентом члена, была одобрена почти единогласно. Непопулярные меры, включавшие расовую сегрегацию, цензуру прессы и систему принудительного труда населения, привели к принявшему характер партизанской войны восстанию, продолжавшемуся с 1919 по 1920 год, с массовыми расстрелами повстанцев. В 1929 году серия забастовок и восстаний вынудила США начать вывод войск с Гаити с передачей местным чиновникам реального контроля над правительством. Во время визита в Кап-Аитьен в июле 1934 года Франклин Рузвельт подтвердил подписанное в августе 1933 года соглашение о прекращении внешнего контроля; последний воинский контингент США покинул Гаити 15 августа 1934 года.
В 1922 году Дартигенав отказался баллотироваться на второй срок, и президентом был избран, а в 1926 году и переизбран Луи Борно, который узаконил обучение креольскому языку и в 1929 году подписал договор о границе с президентом Доминиканской Республики Орасио Васкесом. В январе 1928 года Борно организовал референдум, на котором среди прочих внесённых в конституцию изменений был одобрен шестилетний срок президентских полномочий с запретом немедленного переизбрания, а процедура его избрания вновь передана в компетенцию Национального собрания. Его сменил 15 мая 1930 года Луи-Эжен Руа, избранный Государственным советом со специальными полномочиями (по организации выборов в Национальное собрание) и на ограниченный срок (до избрания парламентариями нового президента). После возобновления работы парламент избрал президентом Стенио Жозефа Венсана. 19 июля 1932 года Национальное собрание приняло новую конституцию, усилившую его роль, однако уже 2 июня 1935 года на референдуме была одобрена новая конституционная хартия, передавшая выборы президента первичным избирательным ассамблеям, которым Национальное собрание могло предложить три кандидатуры (переходное положение хартии продлило полномочия Венсана на 5 лет); 23 июля 1939 года по итогам нового референдума право выбора президента было возвращено Национальному собранию, а избранный им в 1941 году президентом либерал Эли Леско 19 апреля 1944 года добился от парламента восстановления семилетнего срока полномочий (исчисляемых для него заново с 15 мая 1944 года) с правом переизбрания. 11 января 1946 года состоящее их мулатов правительство на фоне массовых забастовок, студенческих протестов, выступления сторонников негритюда и отказа национальной гвардии подавить оппозицию, бежало из страны. Пришедший к власти временный военный исполнительный комитет (фр. comité militaire exécutif provisoire) 12 августа 1946 года восстановил действие конституции 1932 года и организовал выборы, принёсшие победу Дюмарсе Эстиме. 22 ноября 1946 года Национальное собрание по его предложению приняло новую конституцию, значительно ограничившую права иностранцев на владение собственностью и политические права натурализованных гаитян. Попытка Эстиме пересмотреть конституцию привела к его конфликту с Национальным собранием, которое он распустил. Поддержавшее парламентариев командование армии принудило президента подать в отставку 10 мая 1950 года и создало правительственную хунту, состав которой повторил военное правительство 1946 года.
Созванная хунтой конституционная ассамблея 25 ноября 1950 года утвердила новую конституцию, впервые установившую прямые всеобщие выборы президента (на шестилетний срок, с запретом повторного выдвижения своей кандидатуры), победу на которых одержал Поль Маглуар, один из членов хунты, баллотировавшийся как независимый кандидат. После истечения его полномочий (об этой дате возник политический спор) на Гаити возникла политическая нестабильность; с декабря 1956 года по июнь 1957 года в стране сменились пять временных правительств (гражданских и военных), Национальное собрание вскоре было распущено, происходили столкновения между группировками внутри армии.
В итоге на состоявшихся 22 сентября 1957 года выборах победу одержал Франсуа Дювалье.
Курсивом на сером фоне показаны даты начала и окончания полномочий органов власти, являвшихся альтернативными по отношению к действующему главе государства.
|           | Портрет        | Имя (годы жизни)                                                                                  | Полномочия      | Полномочия      | Партия                               | Выборы                                                   | Должность | Пр.                     |
| Начало    | Портрет        | Имя (годы жизни)                                                                                  | Окончание       |                 | Партия                               | Выборы                                                   | Должность | Пр.                     |
| --------- | -------------- | ------------------------------------------------------------------------------------------------- | --------------- | --------------- | ------------------------------------ | -------------------------------------------------------- | --- | ----------------------- |
| —         |                | Пьер-Франсуа-Жозеф-Бенуа-Розальво Бобо (1874—1929) фр. Pierre François Joseph Benoit Rosalvo Bobo | 5 мая 1915      | 6 августа 1915  | Республиканская реформистская партия | [ комм. 156 ]                                            | глава исполнительной власти фр. chef du pouvoir exécutif                                                     | [ 162 ] [ 163 ]         |
| —         |                | Революционный комитет фр. Comité révolutionnaire                                                  | 28 июля 1915    | 12 августа 1915 | независимый                          | [ комм. 158 ]                                            | [ комм. 158 ]                                                                                                | [ 96 ] [ 97 ]           |
| 31        |                | Филипп Сюдре Дартигенав (1863—1926) фр. Philippe Sudré Dartiguenave                               | 12 августа 1915 | 15 мая 1922     | независимый                          | [ комм. 91 ]                                             | президент фр. président                                                                                      | [ 164 ] [ 165 ] [ 166 ] |
| 32 (I—II) |                | Эсташ Антуан Франсуа Жозеф Луи Борно (1865—1942) фр. Eustache Antoine François Joseph Louis Borno | 15 мая 1922     | 15 мая 1926     | независимый                          | [ комм. 159 ]                                            | президент фр. président                                                                                      | [ 167 ] [ 168 ]         |
| 32 (I—II) | 15 мая 1926    | Эсташ Антуан Франсуа Жозеф Луи Борно (1865—1942) фр. Eustache Antoine François Joseph Louis Borno | 15 мая 1930     |                 | независимый                          | [ комм. 159 ]                                            | президент фр. président                                                                                      | [ 167 ] [ 168 ]         |
| 33        |                | Луи Эжен Руа (1861—1939) фр. Louis Eugéne Roy                                                     | 15 мая 1930     | 18 ноября 1930  | независимый                          | [ комм. 159 ]                                            | временный президент фр. président à titre provisoire                                                         | [ 169 ] [ 170 ]         |
| 34 (I—II) |                | Стенио Жозеф Венсан (1874—1959) фр. Sténio Joseph Vincent                                         | 18 ноября 1930  | 15 мая 1935     | независимый                          | [ комм. 91 ]                                             | президент фр. président                                                                                      | [ 171 ] [ 172 ] [ 173 ] |
| 34 (I—II) | 15 мая 1935    | Стенио Жозеф Венсан (1874—1959) фр. Sténio Joseph Vincent                                         | 15 мая 1941     | 1935            | независимый                          |                                                          | президент фр. président                                                                                      | [ 171 ] [ 172 ] [ 173 ] |
| 35 (I—II) |                | Антуан Луи Леокарди Эли Леско (1883—1974) фр. Antoine Louis Léocardie Élie Lescot                 | 15 мая 1941     | 15 апреля 1944  | Либеральная партия                   | [ комм. 91 ]                                             | президент фр. président                                                                                      | [ 174 ] [ 175 ] [ 176 ] |
| 35 (I—II) | 15 апреля 1944 | Антуан Луи Леокарди Эли Леско (1883—1974) фр. Antoine Louis Léocardie Élie Lescot                 | 11 января 1946  | [ комм. 161 ]   | Либеральная партия                   |                                                          | президент фр. président                                                                                      | [ 174 ] [ 175 ] [ 176 ] |
| 36 (I)    |                | бригадный генерал Франк Лаво (1903—1986) фр. Franck Lavaud                                        | 11 января 1946  | 16 августа 1946 | армия                                | [ комм. 162 ]                                            | президент временного военного исполнительного комитета фр. président du comité militaire exécutif provisoire | [ 153 ]                 |
| 37        |                | Леон Дюмарсе Эстиме (1900—1953) фр. Léon Dumarsais Estimé                                         | 16 августа 1946 | 10 мая 1950     | независимый                          | [ комм. 91 ]                                             | президент фр. président                                                                                      | [ 177 ] [ 178 ] [ 179 ] |
| 36 (II)   |                | бригадный генерал Франк Лаво (1903—1986) фр. Franck Lavaud                                        | 10 мая 1950     | 6 декабря 1950  | армия                                | [ комм. 165 ]                                            | президент правительственной хунты фр. président de la junte de gouvernement                                  | [ 153 ]                 |
| 38 (I—II) |                | Поль Эжен Маглуар (1907—2001) фр. Paul Eugène Magloire                                            | 6 декабря 1950  | 6 декабря 1956  | независимый                          | 1950                                                     | президент фр. président                                                                                      | [ 180 ] [ 181 ] [ 182 ] |
| 38 (I—II) | 6 декабря 1956 | Поль Эжен Маглуар (1907—2001) фр. Paul Eugène Magloire                                            | 12 декабря 1956 | [ комм. 168 ]   | независимый                          | глава исполнительной власти фр. chef du pouvoir exécutif | | [ 180 ] [ 181 ] [ 182 ] |
| 39        |                | Жозеф Немур Пьер-Луи (1900—1966) фр. Joseph Nemours Pierre-Louis                                  | 12 декабря 1950 | 4 февраля 1957  | независимый                          | [ комм. 170 ]                                            | президент c временными полномочиями фр. président à titre provisoire                                         | [ 183 ] [ 184 ] [ 185 ] |
| 40        |                | Франк Сильвен (1909—1987) фр. Franck Sylvain                                                      | 7 февраля 1957  | 2 апреля 1957   | независимый                          | [ комм. 172 ]                                            | временный президент фр. président provisoire                                                                 | [ 158 ] [ 185 ] [ 186 ] |
| 41 (I)    |                | бригадный генерал Леон Кантав (1910—1968) фр. Léon Cantave                                        | 7 февраля 1957  | 2 апреля 1957   | армия                                | [ комм. 174 ]                                            | начальник генерального штаба армии фр. chef d'état-major général de l'armée                                  | [ 155 ] [ 158 ]         |
| —         |                | Исполнительный правительственный совет фр. conseil exécutif de gouvernement                       | 2 апреля 1957   | 20 мая 1957     | независимый                          | [ комм. 177 ]                                            | [ комм. 177 ]                                                                                                | [ 155 ] [ 158 ]         |
| 41 (II)   |                | бригадный генерал Леон Кантав (1910—1968) фр. Léon Cantave                                        | 20 мая 1957     | 25 мая 1957     | армия                                | [ комм. 178 ]                                            | начальник генерального штаба армии фр. chef d'état-major général de l'armée                                  | [ 155 ] [ 158 ]         |
| 42        |                | Пьер Эсташ Даниэль Финьоле (1913—1986) фр. Pierre-Eustache Daniel Fignolé                         | 25 мая 1957     | 14 июня 1957    | Движение за организацию страны       | [ комм. 180 ]                                            | временный президент фр. président provisoire                                                                 | [ 185 ] [ 187 ] [ 188 ] |
| 43        |                | бригадный генерал Антонио Тразибюль Кебро (1909—1963) фр. Antonio Thrasybule Kébreau              | 14 июня 1957    | 22 октября 1957 | армия                                | [ комм. 181 ]                                            | президент военного правительственного совета фр. président du conseil militaire de gouvernement              | [ 155 ] [ 158 ] [ 189 ] |

## Династия Дювалье (1957—1986)

Герб (1964—1986 гг.)

После победы на прошедших 22 сентября 1957 года выборах и принесения через месяц присяги лидер Партии национального единства Франсуа Дювалье в стране был установлен авторитарный диктаторский режим. В 1959 году были созданы специальные полицейские силы добровольцев национальной безопасности (фр. Volontaires de la Sécurité Nationale), более известных как тонтон-макуты. В 1961 году был проведён референдум о продлении срока президентских полномочий на 6 лет, в 1963 году запрещены все политические партии и движения, кроме Партии национального единства, в 1964 году на конституционном референдуме Дювалье были предоставлены пожизненные полномочия. Национальная ассамблея на протяжении жизни присвоила ему титулы «непререкаемый лидер революции», «апостол национального единства», «достойный наследник основателей гаитянской нации», «рыцарь без страха и упрёка», «большой босс коммерции и промышленности», «верховный вождь революции», «покровитель народа», «лидер третьего мира», «благодетель бедных», «исправитель ошибок», и прочее. Дювальеризм как социально-политический режим характеризовался чёрным расизмом, антикоммунизмом и вудуистским мистицизмом. 30 января 1971 года тяжело больной Франсуа Дювалье вынес на референдум вопрос:
Гражданин доктор Франсуа Дювалье… избрал гражданина Жан-Клода Дювалье своим преемником на посту пожизненного президента Республики. Отвечает ли этот выбор вашим устремлениям и вашим желаниям? Вы его ратифицируете?
Получив одобрение, он скончался от болезни сердца и диабета 21 апреля 1971 года, передав пост 19-летнему сыну, вскоре избавившемуся от наиболее одиозных фигур из окружения отца. 27 августа 1983 года национальная конституционная ассамблея приняла новую конституцию, закрепившую пожизненный статус президентских полномочий и право назначения им преемника, 22 июля 1985 года на конституционном референдуме была восстановлена многопартийная система (при условии, что партии присягнут на верность Жан-Клоду Дювалье, подтвердят его пожизненные полномочия и сохранят за ним права единолично формировать правительство и назначать преемника), однако 7 февраля 1986 года после сопровождавшихся гибелью участников многочисленных протестов и введения военного положения, Дювалье-сын покинул страну вместе с семьёй.
|            | Портрет        | Имя (годы жизни)                                                                    | Полномочия      | Полномочия     | Партия                        | Выборы                                    | Должность               | Пр.                     |
| Начало     | Портрет        | Имя (годы жизни)                                                                    | Окончание       |                | Партия                        | Выборы                                    | Должность               | Пр.                     |
| ---------- | -------------- | ----------------------------------------------------------------------------------- | --------------- | -------------- | ----------------------------- | ----------------------------------------- | ----------------------- | ----------------------- |
| 44 (I—III) |                | Франсуа Дювалье (1907—1971) фр. François Duvalier гаит. креол. Franswa Divalye      | 22 октября 1957 | 30 апреля 1961 | Партия национального единства | 1957                                      | президент фр. président | [ 193 ] [ 194 ] [ 195 ] |
| 44 (I—III) | 30 апреля 1961 | Франсуа Дювалье (1907—1971) фр. François Duvalier гаит. креол. Franswa Divalye      | 14 июня 1964    | 1961           | Партия национального единства |                                           | президент фр. président | [ 193 ] [ 194 ] [ 195 ] |
| 44 (I—III) | 14 июня 1964   | Франсуа Дювалье (1907—1971) фр. François Duvalier гаит. креол. Franswa Divalye      | 21 апреля 1971  | 1964           | Партия национального единства | пожизненный президент фр. président à vie |                         | [ 193 ] [ 194 ] [ 195 ] |
| 45         |                | Жан-Клод Дювалье (1951—2014) фр. Jean-Claude Duvalier гаит. креол. Jan Klod Divalye | 21 апреля 1971  | 7 февраля 1986 | Партия национального единства | пожизненный президент фр. président à vie | 1971                    | [ 196 ] [ 197 ] [ 198 ] |

## Восстановление демократии (с 1986)

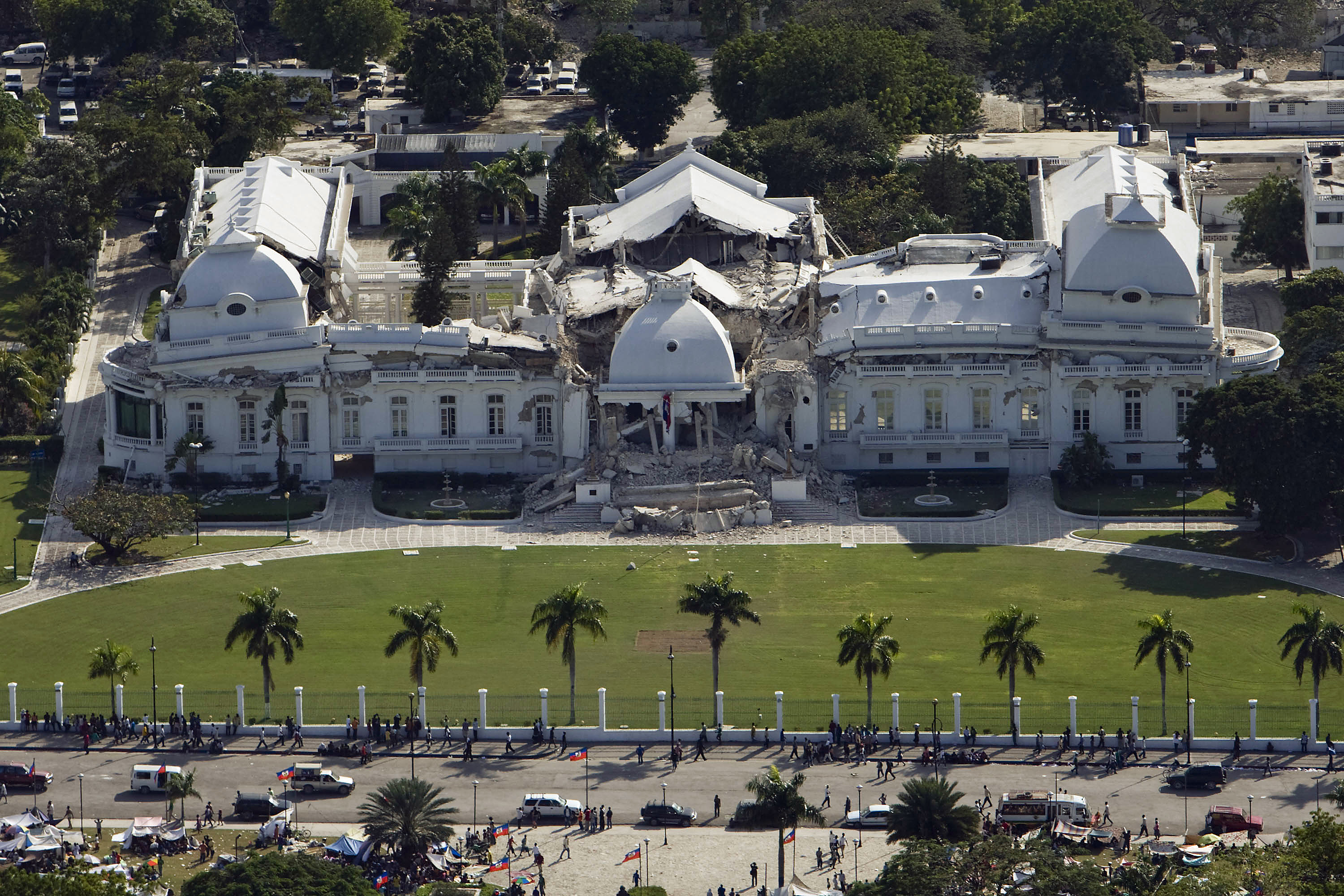
Национальный дворец после землетрясения года

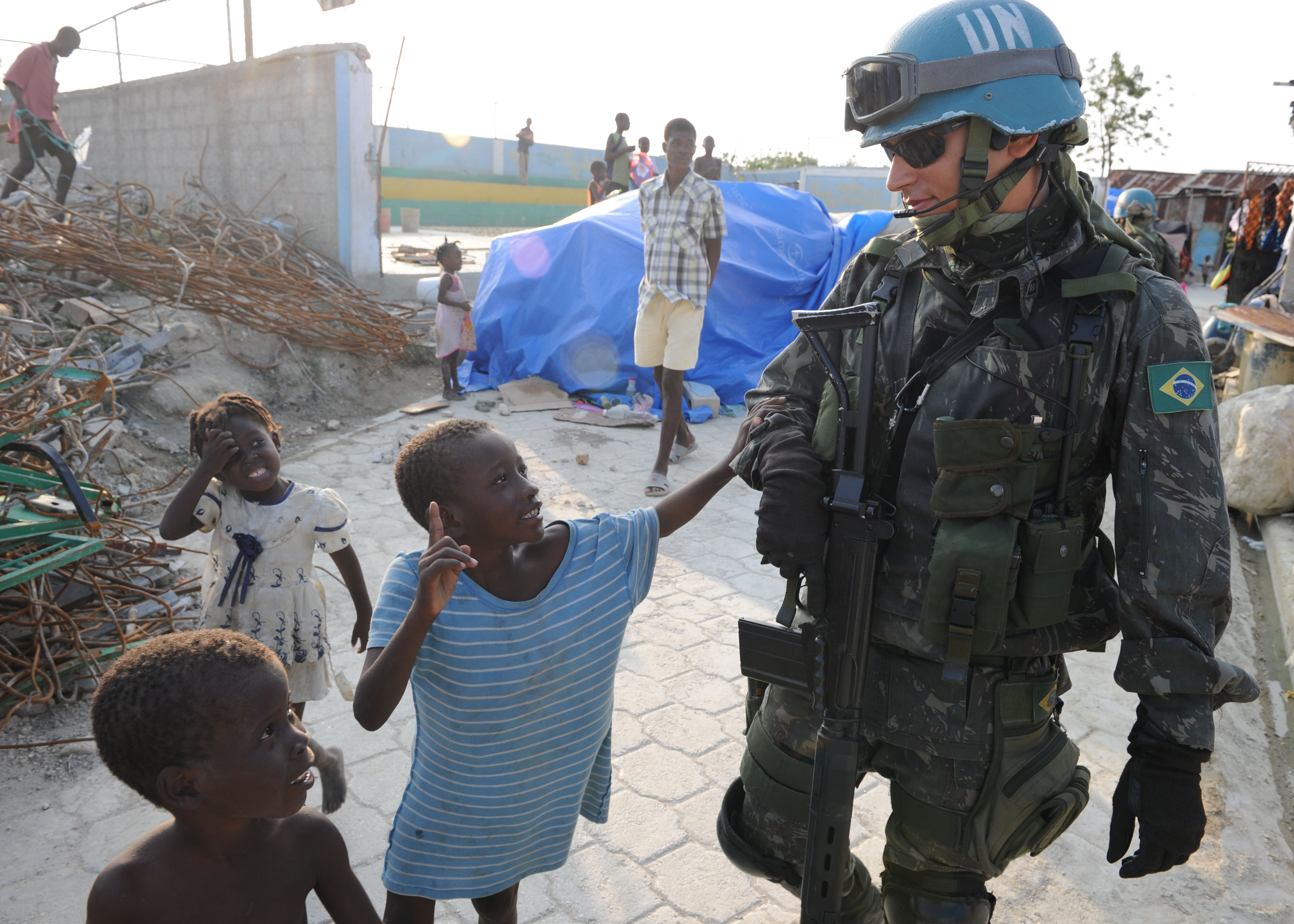
Бразильский миротворец ООН

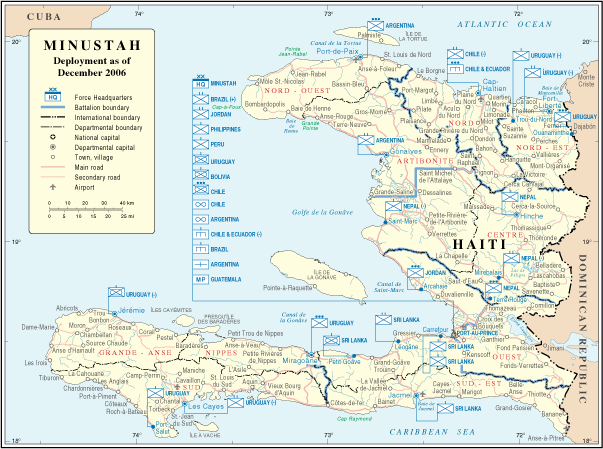
Карта развёртывания MINUSTAH (декабрь 2006 г.)

После падения режима Жан-Клода Дювалье и его бегства из страны 7 февраля 1986 года был создан национальный правительственный совет из шести гражданских и военных лиц во главе с генерал-лейтенантом Анри Намфи, главнокомандующим Вооружённых сил. 15 февраля были распущены специальные полицейские силы «добровольцев национальной безопасности» (фр. Volontaires de la Sécurité Nationale), более известные как тонтон-макуты. Созванная в октябре 1986 года конституционная ассамблея 29 марта 1987 года приняла новую конституцию, с рядом изменений действующую поныне. Был установлен пятилетний срок полномочий президента, избираемого всеобщим голосованием (при необходимости проводится второй тур с участием двух кандидатов с лучшими результатами, полученными в первом туре; второй тур не проводится, если в первом один из кандидатов набрал более половины поданных голосов, либо если отставание следующего кандидата превышает 25 %), без права немедленного переизбрания. Конституция назвала гаитянский креольский и французский официальными языками, но признала первый единственным общим языком гаитян. Первые демократические выборы в ноябре 1987 года были отменены через 3 часа после открытия избирательных участков из-за стрельбы по избирателям. Джимми Картер позже писал, что «Граждане, которые выстроились в очередь, чтобы проголосовать, были скошены пулями террористов. Военные лидеры, которые либо организовали убийства, либо попустительствовали им, решили отменить выборы и сохранить контроль над правительством.» Повторные выборы, организованные 17 января 1988 года, были бойкотированы большинством политических сил и завершились с явкой, составившей около 4 % от имеющих право голоса. Победивших на них Лесли Манига, представлявший Собрание прогрессивных национальных демократов, был свергнут в результате военного переворота после попытки сместить Анри Намфи с поста главнокомандующего. В сентябре того же года охрана президентского дворца осуществила новый переворот, заявив о необходимости восстановления чести Вооружённых сил (не препятствующих террору, развязанному сторонниками Дювалье), и передала власть генерал-лейтенанту Просперу Аврилю. Это не привело к прекращению нарушений прав человека и снижению протестов, и 10 марта 1990 года после консультаций в посольстве США Авриль передал полномочия генерал-лейтенанту Эрару Абрахаму, который через три дня уступил их президенту Кассационного (верховного) суда Эрте Паскаль-Труйо. После победы в декабре 1990 года в первом туре проходящих под контролем ООН и ОАГ выборов левого кандидата Жан-Бертрана Аристида бывший командир тонтон-макутов Роже Лафонтан предпринял попытку государственного переворота, задержав Паскаль-Труйо, однако армия подчинилась приказу Анри Намфи и подавила выступление, арестовав заговорщиков. 7 февраля 1991 года Аристид принял президентские полномочия, однако 30 сентября 1991 года был свергнут в результате очередного переворота (перед своим бегством приказав казнить в тюрьме Лафонтана), во главе государства встал главнокомандующий Вооружёнными силами генерал-лейтенант Рауль Седрас. 8 октября 1991 года он передал, как это предусмотрено конституцией, временные полномочия президенту Кассационного (верховного) суда Жозефу Нерету, однако сохранял фактическое верховенство в политической жизни страны вплоть до 12 октября 1994 года, когда оставил пост главнокомандующего и эмигрировал в Панаму.
19 июня 1992 года в результате трёхстороннего соглашения представителей Седраса, Нерета и Аристида, одобренного Национальным собранием, было создано правительство общественного согласия и спасения (совет министров, осуществляющий полноту исполнительной власти), которое в качестве премьер-министра возглавил Марк Базен, проигравший Аристиду на выборах. 15 июня 1993 года Базен заявил о том, что отказывается от полномочий главы государства, сохранив за собой пост премьер-министра, что создало ситуацию, когда признаваемым в стране и в мире главой Гаити стал находящийся в изгнании Аристид, отказывающийся вернуться без гарантий безопасности со стороны Седраса и официальной поддержки США. 12 мая 1994 года временным президентом по предложению армии и части парламентариев стал экс-президент конституционной ассамблеи 1987 года Эмиль Жонассен. 18 сентября 1994 года при участии Джимми Картера было заключено международное соглашение о возвращении на пост президента Аристида, по которому 12 октября 1994 года подало в отставку армейское командование, включая Рауля Седраса (получив экономические и политические гарантии), как и Жонассен. После выборов 1995 года (на которых победил сторонник Аристида Рене Преваль, являвшийся премьер-министром в кабинете 1991 года) произошёл раскол правящей партии: сторонники президента образовали Fanmi Lavalas, сама Политическая организация Lavalas приняла название Организация борющегося народа и перешла в парламентскую оппозицию. На выборах 1995 года вновь победил Аристид, упразднивший национальную армию. Он был свергнут 29 февраля 2004 года в результате длившегося несколько недель восстания. Президент был принудительно эвакуирован в Центральноафриканскую Республику американскими военными; в соответствии с конституцией временные полномочия получил президент Кассационного (верховного) суда Бонифас Александр, в тот же день Совет Безопасности ООН по его просьбе принял резолюцию № 1529, санкционирующую интервенцию международных сил в Гаити. Вечером в страну начали прибывать американские морские пехотинцы, к которым позже присоединились канадские, французские и чилийские военные. Задачи многонациональных временных сил заключались в сохранении порядка в столице, создании условий для прибытия миротворцев ООН и оказании помощи гуманитарным организациям. 1 июня 2004 года эти задачи перешли к MINUSTAH (фр. Mission des Nations Unies pour la stabilisation en Haïti) — Миссии ООН по стабилизации в Гаити (под командованием Бразилии), осуществлявшей насильственные формы защиты от преступности и вооружённых формирований политических сил. 14 мая 2006 года президентом вновь стал победивший на выборах Преваль. Второй тур следующих выборов был перенесён на месяц из-за землетрясения, разрушившего страну 12 января 2010 года, которой потребовалась масштабная международная помощь. Они принесли победу музыканту Мишелю Мартейи, пообещавшему восстановление упразднённой Аристидом национальной армии. Второй тур выборов 2015 года неоднократно переносился, в итоге их результаты были аннулированы, а исполнительную власть после завершения полномочий Мартейи 7 февраля 2016 года возглавил премьер-министр Эванс Поль; через неделю Национальное собрание избрало временным президентом Жоселерма Привера, организовавшего новое всеобщее голосование, на котором победил Жовенель Моиз. 7 июля 2021 года Моиз был застрелен в своей частной резиденции в городе Петьонвиль при нападении неизвестных. Первоначально заявивший о принятии полномочий главы государства действующий исполняющий обязанности премьер-министра Клод Жозеф 20 июля 2021 года передал власть правительству национального единства, сформированному Ариэлем Анри, при этом достигнутая договорённость сохранила президентский пост вакантным до проведения выборов, с возложением руководства полнотой исполнительной власти на премьер-министра.
Для урегулирования политического кризиса в стране 11 марта 2024 года на состоявшейся в Кингстоне (Ямайка) встрече стран КАРИКОМ было принято решение о создании Переходного президентского совета с полномочиями до 7 февраля 2026 года. Его персональный состав был утверждён 12 апреля.
Курсивом на сером фоне показаны даты начала и окончания полномочий президента, формально признаваемого, но находящегося в изгнании, либо лиц, являвшихся альтернативными по отношению к фактическому главе государства.
|          | Портрет                 | Имя (годы жизни)                                                               | Полномочия       | Полномочия       | Партия                                         | Выборы        | Должность | Пр.                             |
| Начало   | Портрет                 | Имя (годы жизни)                                                               | Окончание        |                  | Партия                                         | Выборы        | Должность | Пр.                             |
| -------- | ----------------------- | ------------------------------------------------------------------------------ | ---------------- | ---------------- | ---------------------------------------------- | ------------- | --- | ------------------------------- |
| 46 (I)   |                         | генерал-лейтенант Анри Намфи (1932—2018) фр. Henri Namphy                      | 7 февраля 1986   | 7 февраля 1988   | армия                                          | [ комм. 190 ] | президент национального правительственного совета фр. président du conseil national de gouvernement гаит. креол. prezidan consèy nasional gouvènman                                                           | [ 199 ] [ 218 ] [ 219 ]         |
| 47       |                         | Лесли Франсуа Сен Рок Манига (1930—2014) фр. Leslie François Saint Roc Manigat | 7 февраля 1988   | 20 июня 1988     | Собрание прогрессивных национальных демократов | 1988          | президент фр. président гаит. креол. prezidan | [ 202 ] [ 220 ] [ 221 ]         |
| 46 (II)  |                         | генерал-лейтенант Анри Намфи (1932—2018) фр. Henri Namphy                      | 20 июня 1988     | 17 сентября 1988 | армия                                          | [ комм. 194 ] | президент военного правительства фр. président du gouvernement militaire гаит. креол. prezidan gouvènman militè                                                                                               | [ 218 ] [ 219 ]                 |
| 48       |                         | генерал-лейтенант Матьё Проспер Авриль (1937—) фр. Matthieu Prosper Avril      | 17 сентября 1988 | 10 марта 1990    | армия                                          | [ комм. 196 ] | президент военного правительства фр. président du gouvernement militaire гаит. креол. prezidan gouvènman militè                                                                                               | [ 222 ] [ 223 ] [ 224 ]         |
| 49       |                         | генерал-лейтенант Эрар Абрахам (1940—2022) фр. Hérard Abraham                  | 10 марта 1990    | 13 марта 1990    | армия                                          | [ комм. 197 ] | президент военного правительства фр. président du gouvernement militaire гаит. креол. prezidan gouvènman militè                                                                                               | [ 225 ]                         |
| 50 (I)   |                         | Эрта Паскаль-Труйо (1943—) фр. Ertha Pascal-Trouillot                          | 13 марта 1990    | 7 января 1991    | независимый                                    | [ комм. 199 ] | временный президент фр. président provisoire гаит. креол. prezidan pwoviswa | [ 226 ] [ 227 ] [ 228 ]         |
| 51       |                         | Роже Лафонтан (1936—1991) фр. Roger Lafontant                                  | 7 января 1991    | 7 января 1991    | независимый                                    | [ комм. 200 ] | президент фр. président гаит. креол. prezidan | [ 229 ]                         |
| 50 (II)  |                         | Эрта Паскаль-Труйо (1943—) фр. Ertha Pascal-Trouillot                          | 7 января 1991    | 7 февраля 1991   | независимый                                    | [ комм. 201 ] | временный президент фр. président provisoire гаит. креол. prezidan pwoviswa | [ 226 ] [ 227 ] [ 228 ]         |
| 52 (I)   |                         | Жан-Бертран Аристид (1953—) фр. Jean-Bertrand Aristide                         | 7 февраля 1991   | 30 сентября 1991 | Политическая организация Lavalas               | 1990—1991     | президент фр. président гаит. креол. prezidan | [ 230 ] [ 231 ] [ 232 ] [ 233 ] |
| 53       |                         | генерал-лейтенант Жозеф Рауль Седра (1949—) фр. Joseph Raoul Cédras            | 1 октября 1991   | 8 октября 1991   | армия                                          | [ комм. 205 ] | главнокомандующий Вооружёнными силами фр. commandant en chef des forces armées гаит. креол. komandan an chef lame                                                                                             | [ 234 ] [ 235 ] [ 236 ]         |
| 54       |                         | Жозеф Камильен Нерет (1924—2007) фр. Joseph Camilien Nérette                   | 8 октября 1991   | 19 июня 1992     | независимый                                    | [ комм. 206 ] | временный президент фр. président provisoire гаит. креол. prezidan pwoviswa | [ 237 ] [ 238 ]                 |
| 55       |                         | Марк Луи Базен (1932—2010) фр. Marc Louis Bazin                                | 19 июня 1992     | 15 июня 1993     | Движение за установление демократии на Гаити   | [ комм. 210 ] | премьер-министр правительства общественного согласия и спасения фр. premier ministre du gouvernement de consensus et de salut public гаит. креол. pwemye minis gouvenman an nan konsantman piblik la ak sekou | [ 239 ] [ 240 ] [ 241 ]         |
| —        |                         | Жан-Бертран Аристид (1953—) фр. Jean-Bertrand Aristide                         | 15 июня 1993     | 12 мая 1994      | Политическая организация Lavalas               | [ комм. 211 ] | президент (в изгнании) фр. président (en exil) гаит. креол. prezidan (an ekzil) | [ 230 ] [ 231 ] [ 232 ] [ 233 ] |
| 56       |                         | Эмиль Жонассен (1913—1995) фр. Émile Jonassaint                                | 12 мая 1994      | 12 октября 1994  | независимый                                    | [ комм. 213 ] | временный президент фр. président provisoire гаит. креол. prezidan pwoviswa | [ 208 ] [ 242 ]                 |
| 52 (II)  |                         | Жан-Бертран Аристид (1953—) фр. Jean-Bertrand Aristide                         | 12 октября 1994  | 7 февраля 1996   | Политическая организация Lavalas               | [ комм. 214 ] | президент фр. président гаит. креол. prezidan | [ 230 ] [ 231 ] [ 232 ] [ 233 ] |
| 57 (I)   |                         | Рене-Гарсия Преваль (1943—2017) гаит. креол. René Garcia Préval                | 7 февраля 1996   | 7 февраля 2001   | Fanmi Lavalas                                  | 1995          | президент фр. président гаит. креол. prezidan | [ 243 ] [ 244 ] [ 245 ] [ 246 ] |
| 52 (III) |                         | Жан-Бертран Аристид (1953—) фр. Jean-Bertrand Aristide                         | 7 февраля 2001   | 29 февраля 2004  | Fanmi Lavalas                                  | 2000          | президент фр. président гаит. креол. prezidan | [ 230 ] [ 231 ] [ 232 ] [ 233 ] |
| 58       |                         | Бонифас Александр (1936—2023) фр. Boniface Alexandre                           | 29 февраля 2004  | 14 мая 2006      | независимый                                    | [ комм. 206 ] | временный президент фр. président provisoire гаит. креол. prezidan pwoviswa | [ 247 ] [ 248 ]                 |
| 57 (II)  |                         | Рене Гарсия Преваль (1943—2017) гаит. креол. René Garcia Préval                | 14 мая 2006      | 14 мая 2011      | Fwon Lespwa                                    | 2006          | президент фр. président гаит. креол. prezidan | [ 243 ] [ 244 ] [ 245 ] [ 246 ] |
|          | Патриотическое единство | Рене Гарсия Преваль (1943—2017) гаит. креол. René Garcia Préval                | 14 мая 2006      | 14 мая 2011      |                                                | 2006          | президент фр. président гаит. креол. prezidan | [ 243 ] [ 244 ] [ 245 ] [ 246 ] |
| 59       |                         | Мишель Жозеф Мартейи (1961—) фр. Michel Joseph Martelly                        | 14 мая 2011      | 7 февраля 2016   | Repons Peyizan                                 | 2010—2011     | президент фр. président гаит. креол. prezidan | [ 249 ] [ 250 ] [ 251 ]         |
| 60       |                         | Эванс Поль (1955—) фр. Evans Paul                                              | 7 февраля 2016   | 14 февраля 2016  | Демократический альянс                         | [ комм. 219 ] | премьер-министр фр. premier ministre гаит. креол. premye minis | [ 252 ] [ 253 ]                 |
| 61       |                         | Жоселерм Привер (1953—) фр. Jocelerme Privert                                  | 14 февраля 2016  | 7 февраля 2017   | Патриотическое единство                        | 2016, февраль | временный президент фр. président provisoire гаит. креол. prezidan pwoviswa | [ 212 ] [ 254 ] [ 255 ]         |
| 62       |                         | Жовенель Моиз (1968—2021) фр. Jovenel Moïse                                    | 7 февраля 2017   | 7 июля 2021      | Гаитянская партия Тет Кале                     | 2016, ноябрь  | президент фр. président гаит. креол. prezidan | [ 256 ] [ 257 ] [ 258 ]         |
| —        |                         | Клод Жозеф (1978?—) фр. Claude Joseph                                          | 7 июля 2021      | 20 июля 2021     | Гаитянская партия Тет Кале                     | [ комм. 221 ] | исполняющий обязанности премьер-министра фр. premier ministre par intérim гаит. креол. aji Premye Minis | [ 259 ] [ 260 ] [ 261 ]         |
| —        |                         | Жозеф Ламбер (1961—) фр. Joseph Lambert                                        | 9 июля 2021      | 20 июля 2021     | Национальный призыв                            | [ комм. 224 ] | временный президент фр. président provisoire гаит. креол. prezidan pwoviswa | [ 262 ]                         |
| —        |                         | Ариэль Анри (1949—) фр. Ariel Henry                                            | 20 июля 2021     | 12 апреля 2024   | Патриотическое единство                        | [ комм. 225 ] | премьер-министр фр. premier ministre гаит. креол. Premye Minis | [ 262 ] [ 263 ]                 |
| —        |                         | Переходный президентский совет фр. Conseil présidentiel de transition          | 12 апреля 2024   | действующий      | коалиционный орган                             | [ комм. 227 ] | Переходный президентский совет фр. Conseil présidentiel de transition гаит. креол. Konsèy Prezidansyèl Tranzisyon                                                                                             | [ 216 ] [ 217 ]                 |